# イギリスの歴史

GBRを構成する
4つのカントリー
ENG
WAL
SCO
NIR

イギリスの国旗
（ユニオン・ジャック）

イギリスの国章
（イギリス王室紋章）

イギリスの歴史（イギリスのれきし）は、イングランド、ウェールズ、スコットランド、アイルランド（現在では北アイルランドのみ）より構成される連合王国（イギリス）の歴史である。
イングランドはまずウェールズを併合し、アイルランドを植民地化し、スコットランドと連合した。さらにアイルランドを併合するも、その大部分が共和国として独立して現在の国土になった。

## 変遷
- 1282年 - イングランド王国がウェールズ公国を併合する。以降イングランド王室次期王位継承者に対してプリンス・オブ・ウェールズ（ウェールズ大公）の称号を用いる。
- 1541年 - イングランド王ヘンリー8世がアイルランド王を自称する。
- 1603年 - スコットランド王ジェームス6世がイングランド王ジェームズ1世として即位し、イングランド王国とスコットランド王国が同君連合となる。
- 1707年 - 合同法により、イングランド王国とスコットランド王国が合併してグレートブリテン王国が成立する。
- 1801年 - 合同法により、アイルランド全域を正式に併合してグレートブリテン及びアイルランド連合王国となる。
- 1922年 - 英愛条約により、現在のアイルランド共和国部分がアイルランド自由国として分離独立して現在の統治体制となり、グレート・ブリテンおよび北アイルランド連合王国となる。

## グレートブリテン王国成立までの概略

### 古代
グレートブリテン島には紀元前9世紀頃から紀元前5世紀頃にかけてケルト系民族が侵入してきた。これによってグレートブリテン島における鉄器時代が始まり、ブリテン島各地にケルト系の部族国家が成立した。
紀元前55年ローマのユリウス・カエサルがグレートブリテン島に侵入し、西暦43年ローマ皇帝クラウディウスがブリテン島の大部分を征服した。ローマ帝国時代のブリタニアはケルト系住民の上にローマ人が支配層として君臨した。
ただしローマの支配はブリテン島北部のスコットランドとアイルランド島には浸透せず、ケルト系住民の部族社会が続いた。5世紀になって西ローマ帝国がゲルマン系諸集団の侵入で混乱すると、ローマ人はブリタニアを放棄した。ローマの軍団が去ったブリタニアはゲルマン人の侵入にさらされることになっていく。

### 中世

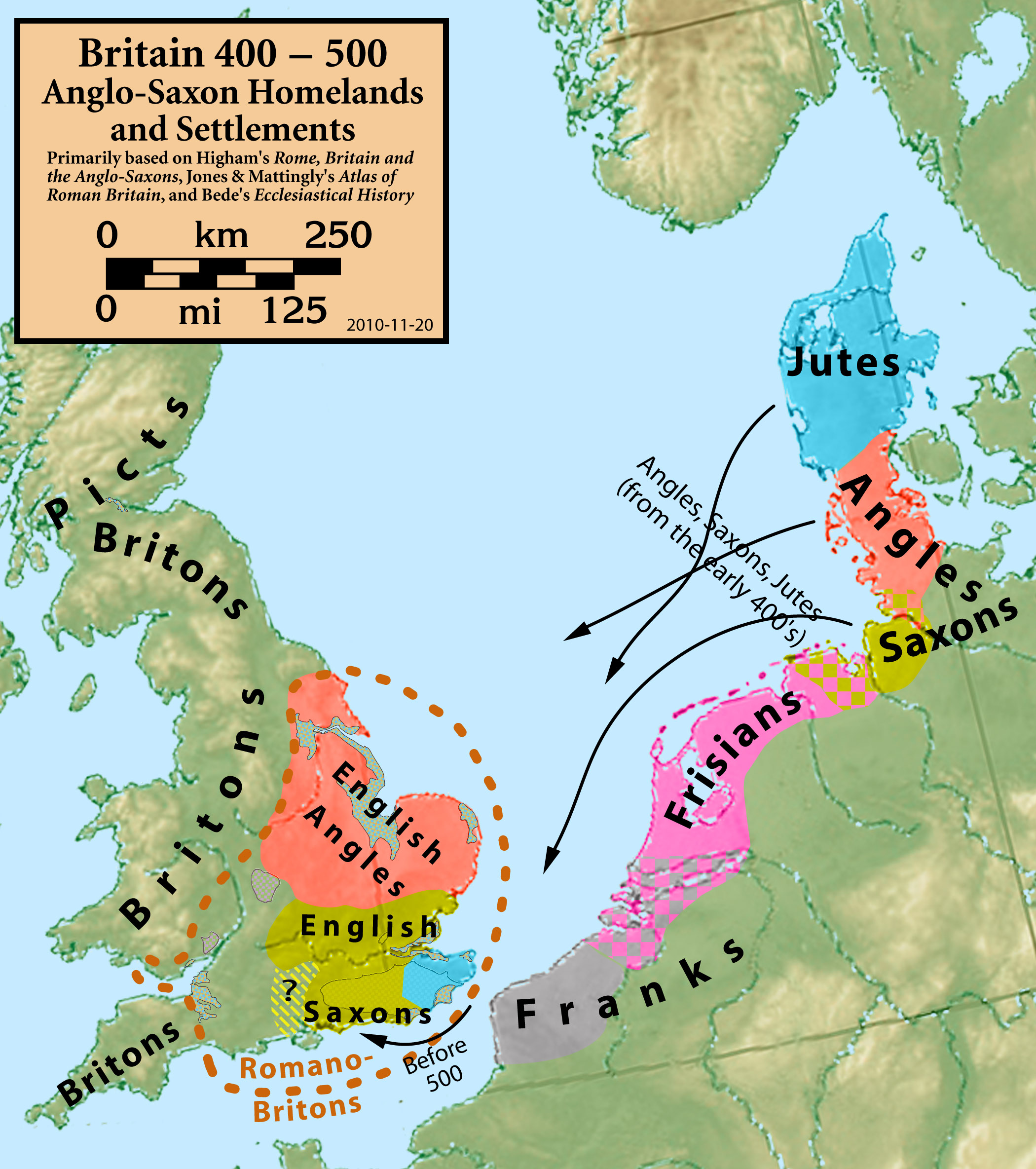
西暦400年代のユトランド半島からブリテン諸島への移住。
Jutes: ジュート人
Angles:アングル人
Saxons: サクソン人

七王国（赤字）時代のグレートブリテン島

ゲルマン人のアングロ・サクソン諸部族がブリタニアに侵入し、グレート・ブリテン島南東部を征服した。この結果、この地域には後世アングロサクソン七王国と呼ばれるようになる小国家群が成立した。5-7世紀にブリテン島南部のピクト人はアングロ・サクソンによって吸収・消滅してしまう。このブリテン島南部の小国家割拠状態の中から次第にイングランド地方が形成されていった。イングランドの名称はアングロ・サクソン諸部族の中のアングル人に由来する。一方、ウェールズにはゲルマンは浸透せず、ローマから取り残されたケルト系の住民が中世的世界に入った。スコットランドとアイルランドもゲルマンに征服されることなく、ケルト系部族国家が継続した。それぞれの地域はこの頃から次第に独自の歴史性をもって分離していくことになる。
以降の各地域の詳細に関しては
- イングランドの歴史
- ウェールズの歴史
- スコットランドの歴史
- アイルランドの歴史

を参照のこと。

#### イングランド
民族的なアイデンティティーの確立においてイングランドには大々的にゲルマン系のアングロサクソン人が大陸から侵攻してきたことに大きな特徴を有している。これらアングロサクソン人は、5世紀から9世紀にかけて七王国と呼ばれる国家群を建設した。アングロサクソン人の王国は9世紀の初めにこの中の一つであるウェセックス王国のアルフレッド大王によって政治的に統一された。この統一とほぼ同時にデーン人の侵攻が活発になった。1013年にはデンマークのカヌート大王（クヌート）によってイングランドは北海帝国の領域に組み込まれ1042年まで支配された。この後一時的にアングロサクソンの王が復活するが1066年にフランスのノルマンディー公ギヨーム（即位してウィリアム1世）によって征服され、イングランドの支配層はノルマン系フランス貴族に交代した。その結果イングランドはフランス文化の影響を強く受けることになった。
ノルマン朝とその後を次いだプランタジネット朝の歴史的な経緯によって、フランスとイングランドの関係は非常に複雑なものになった。これを遠因とする百年戦争の過程においてイングランドは大陸の領土を喪失し、基本的にブリテン島に完結する王国に再編成された。対フランスという視点から見ればこの一連の出来事はイングランドという大きなまとまりでの自意識を持つようになった。これは後にイングランドの国民的アイデンティティーを成立させる一因になった。

#### スコットランド
スコットランドには、スコットランドに残存したケルト系といわれるピクト人の他に5世紀から8世紀にかけて、アイルランドから渡ってきたゲール人、イングランドから流れてきたアングロサクソン人、スカンジナビアから渡ってきたヴァイキング等が次々に渡来し混在し混ざり合うことになった。イングランドと比較してアイルランドからやってきたグループと北欧の政治権力の影響をより多く受けたことにスコットランド独自の特徴を有している。
スコットランドでは11世紀初頭にようやく政治的な統一が見られるようになった。現在とほぼ同じ領域でスコットランドが統一されるのは15世紀になってからである。政治的に統一しかけたスコットランドに対してしばしばイングランドが軍事的に侵攻してくることが多かった。最大のものは1292年のイングランド王エドワード1世による侵攻で、スコットランドは一時的にイングランドの隷属下に置かれたが、ウィリアム・ウォレスの反乱などスコットランドはイングランドに対抗し、14世紀初めまでにスコットランドは再びイングランドからの独立を果たした。このようにスコットランドはしばしばイングランドに対抗する措置を迫られたため、フランスと同盟を結ぶ事が多かった。これは中世を通じて一定的に見られる傾向であった。

#### ウェールズ
ウェールズではケルト系の分裂した小国家が13世紀まで存続していた。これらの国家群は他との政治的関係から一時はイングランドと結んで他の国家群と対決したり、あるいはウェールズで団結してイングランドに対抗するということを繰り返していた。このような状況で1280年頃にルウェリン・アプ・グリフィズがウェールズに政治的な統一をもたらそうと試みた。彼はウェールズの第一人者としてプリンス・オブ・ウェールズ（ウェールズ大公）を名乗ったが、イングランドのエドワード1世に攻め込まれ敗死した。グリフィスを屈服させたエドワードは身重の王妃をウェールズに呼び寄せてここで息子エドワードを出産させた。王はウェールズ生まれの王子にウェールズの支配者たる「プリンス・オブ・ウェールズ」の称号を与えた。これは現在に至るまで英王室次期王位継承者の称号として存続している。このようにしてウェールズはイングランドの政治的支配下に入ることになったが、文化的なアイデンティティーはその後も存続し現在まで至っている。

#### アイルランド
アイルランドもケルト系の民族によって幾つかの小王国が分裂する状態が12世紀頃まで続いた。12世紀中頃にノルマン人の侵入を契機としてヘンリー2世が軍を率いてアイルランドに上陸した。ヘンリーは息子のジョンにアイルランドの支配権を与え、ジョンはアイルランド卿を名乗った。「アイルランド卿」の称号はイングランド王によって継承され続けていくことになる。しかし、このイングランドによる支配権は完全なものではなかった。この後在地の貴族はイングランドの支配から徐々に脱しイングランドで薔薇戦争が終わる頃には、アイルランドはイングランドの支配から完全に脱していた。以降イングランド王がアイルランドに干渉する場合には在地貴族の好意に甘えることが必要になった。

### 近世

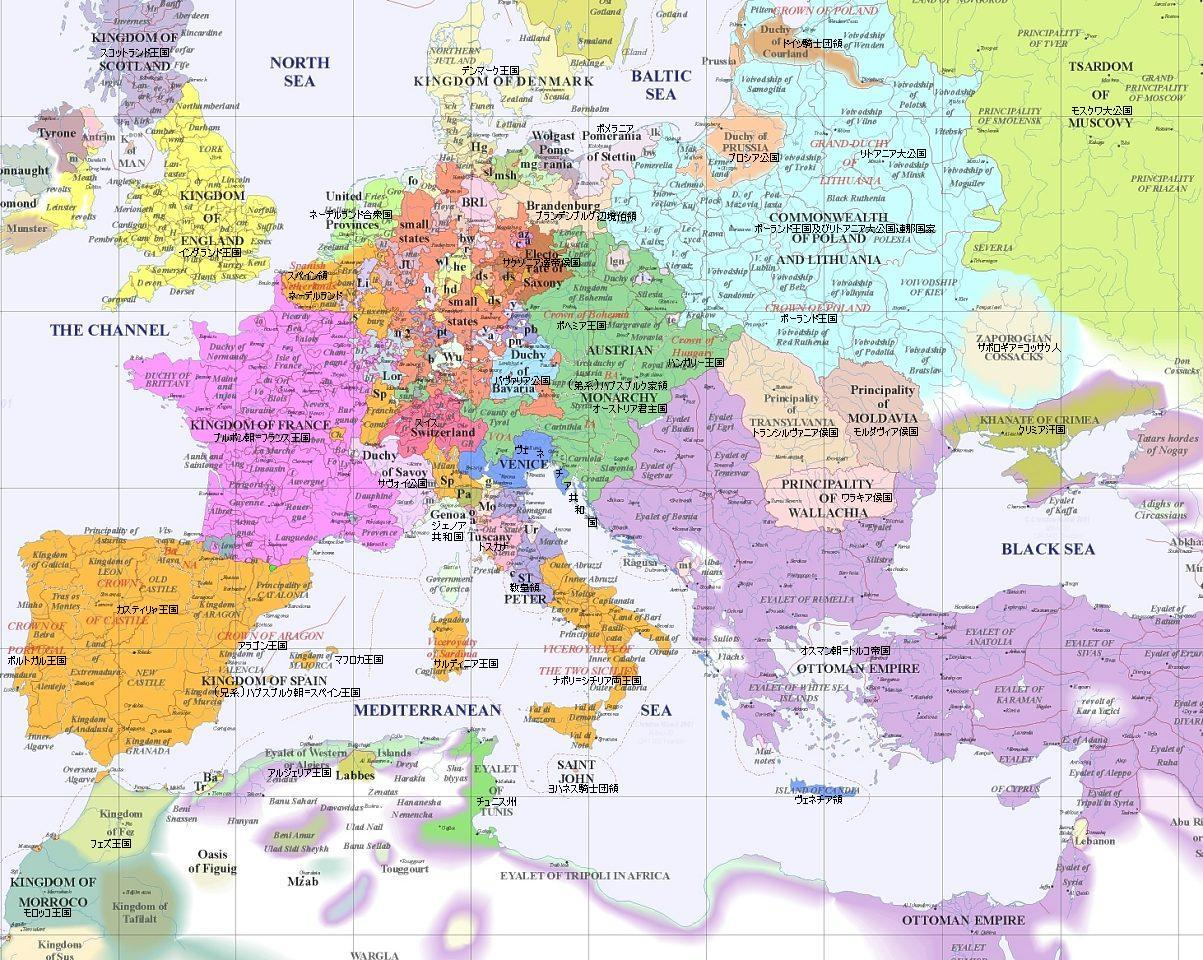
17世紀ヨーロッパ

#### 宗教改革
大陸で15世紀初頭に始まった宗教改革運動はブリテン島にも伝播し大きな影響を与えた。これまでの民族的相異、歴史的相異、文化的相違の他に宗教的な相異も加わって後に「イギリス」を形成する各地域の特色を形成することになった。またこれらの宗教的差異は「イギリス」が形成される一つの要因になった。
イングランドの宗教改革はヘンリー8世の離婚問題という全く非宗教的な理由で始まったが、これによって成立したイングランド国教会はイングランドでの王権の強化を図る一助になった。その後カトリックのリバイバルが試みられるもののエリザベス1世の統治に及んで国教会の優位は確定的になった。
スコットランドには16世紀になってカルヴァン派が持ち込まれた。スコットランドでの宗教改革は貴族や王の権力を押さえ込むことが目標の一つであったので、イングランドにおけるそれは全く異なった方向性を示すことになった。
アイルランドはカトリック世界に残留することになった。このため宗教的にはフランスやスペインと近しい関係になることになった。

#### アイルランド占領
1536年にヘンリー8世はアイルランドへの再侵入を試みた。アイルランドはイングランド王位僭称者ランバート・シムネルを担いで反抗したが、王位僭称者を担いだ事はヘンリーに相当の危機感を持たせアイルランドの植民地化を決意させるに至った。1541年ヘンリーは在地貴族の支持を得られないまま、従来の「アイルランド卿」に代えて「アイルランド王」を自称した。この後もアイルランドへの出兵は断続的に継続されジェームズ1世の統治下でアイルランド全島の支配が確立した。
前述の通り、アイルランドでは宗教改革でもカトリックを守り通したため、プロテスタントに切り替わったイングランドとの間で宗教的な差異性が存在していた。イングランドは支配層であるイングランド人の優位性を確定させるためにカトリック刑罰法を規定しカトリックの元支配層の失落とカトリックに対する差別が画策されることになった。

#### イングランド・スコットランド同君連合

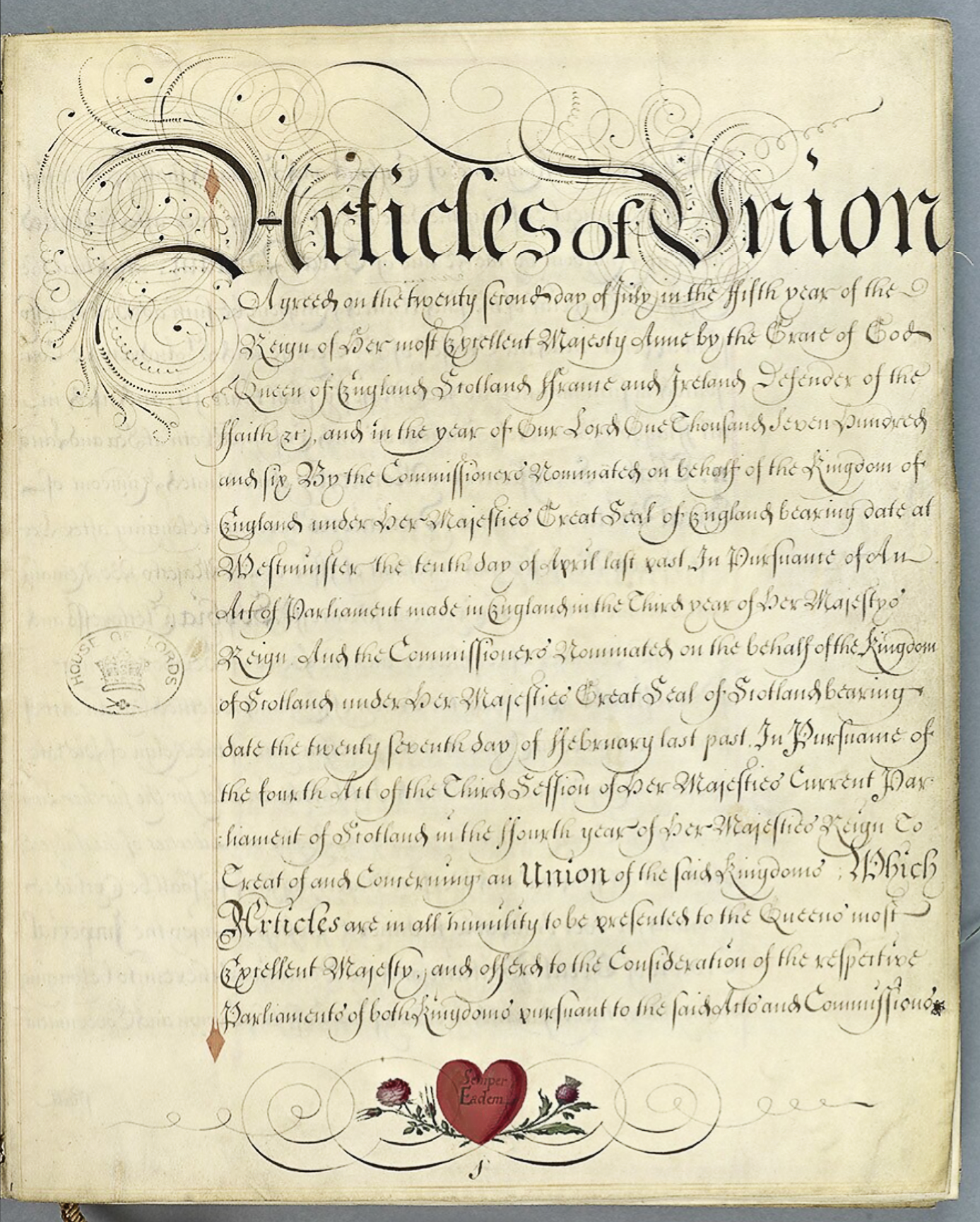
『スコットランドとの連合に関する記事』

スコットランド王ジェームズ4世は、イングランド王ヘンリー7世の娘マーガレット・テューダーと婚姻した。これによってスコットランドとイングランドはそれまでの対立的関係から同盟的な関係へと移行することになった。又彼等の子息ジェームズ5世の子孫にはイングランド王位の継承権が発生した。
女王エリザベスが独身のまま死去すると、上記の婚姻関係からスコットランド王ジェームズ6世が王位継承者に指名された。これによってスコットランド、イングランド両国は同君連合に発展した。イングランド王ジェームズ1世とその息子チャールズ1世は、イングランド、とりわけ王権を伸張する国教会のシステムを気に入りスコットランドにも持ち込もうとした。これによってスコットランドでは主教戦争が起きるがチャールズはこの戦費を賄う財源を求めて議会を開催した。しかし王の要求は受け入れられず国王と議会が軍事的に対立することになった。これが清教徒革命の始まりである。この対立はオリバー・クロムウェル率いる鉄騎兵によりチャールズが捕らえられ、1649年に処刑されることでイングランドにおいては一定の決着が図られた。
王位継承者であるチャールズ2世はフランスに亡命した。ここでルイ14世の好意からカトリックの影響を受けた。これによってカトリック世界に残留したアイルランドとの接点が生まれた。さらにイングランドによって勝手に自国の王を処刑されたスコットランドはチャールズ2世の即位を認める方針を示したのでチャールズはスコットランドやアイルランドを足場に王政復古の運動を行うことができた。イングランド共和国を率いるクロムウェルは王党派を弾圧するためにスコットランド、アイルランドに対して出兵し両地域の王党派やアイルランドのカトリックに対して大弾圧を加えた。
その後イングランドではクロムウェル亡き後の混乱からチャールズ2世の王政復古を認めるがチャールズ2世の後を継いだジェームズ2世の後継者問題を巡って再び紛糾し、ジェームズ2世はイングランドを追い出された。これがイングランドにおける名誉革命であるが、スコットランドやアイルランドではジャコバイト反乱として反映されることになった。ジェームズはカトリックであったのでアイルランドの支持を受けやすかった。またスコットランドは再び勝手に自国の王を挿げ替えたことにたいして反発した。結果としてジャコバイトのリバイバルは成功せず、むしろこの2回の抵抗によって両地域におけるイングランドによる支配権が増す結果になった。
結局スコットランドは1707年の合同法によってイングランドと一体化することになり、またアイルランドはイングランドの植民地化が徹底されることになった。

#### 取引所と勅許会社
欧州大陸のハプスブルグ家によるアントワープ証券取引所の設置に影響を受け、イングランドは1555年にロシア貿易について初めての勅許会社であるモスクワ会社を設立し、1562年には王立取引所を設立した。1577年にはフランシス・ドレーク船長が世界一周を達成し、その後はアフリカにも進出した。1580年代にはヴェニス会社、バーバリー会社が設立され砂糖貿易を拡大した。
北米大陸方面については1606年にバージニア会社を創設し、ピルグリム・ファーザーズなど、多数の植民者を送り出した。
1566年のプロテスタントの蜂起に始まる八十年戦争が一時休戦していたあいだ、イギリス東インド会社はアジアに進出し、1613年には日本の平戸にも商館を持ったものの、1623年にはオランダ東インド会社との間にアンボイナ事件が発生して東南アジアから撤退した。1651年からはオランダとの間に4次にわたる英蘭戦争を繰り広げた。
アフリカについては1672年、王立アフリカ会社も設置された。

## グレートブリテン王国

### グレートブリテン王国の成立
アン女王の治世の1707年にイングランドとスコットランドの合同法が成立し、両王国はそれまでの同君連合からさらに統合を進め、グレートブリテン王国として一体化した。このためアン女王は、最後のイングランド王位とスコットランド王位の保持者となり、またグレートブリテン王国の最初の君主となった。なお、アイルランド王位はその後も18世紀の間は依然として分離されていた。
既に清教徒革命と名誉革命の市民革命を経験していたイギリス史においては、この頃から近代史として扱うのが一般的である。

### ハノーヴァー朝の成立と議院内閣制の成立

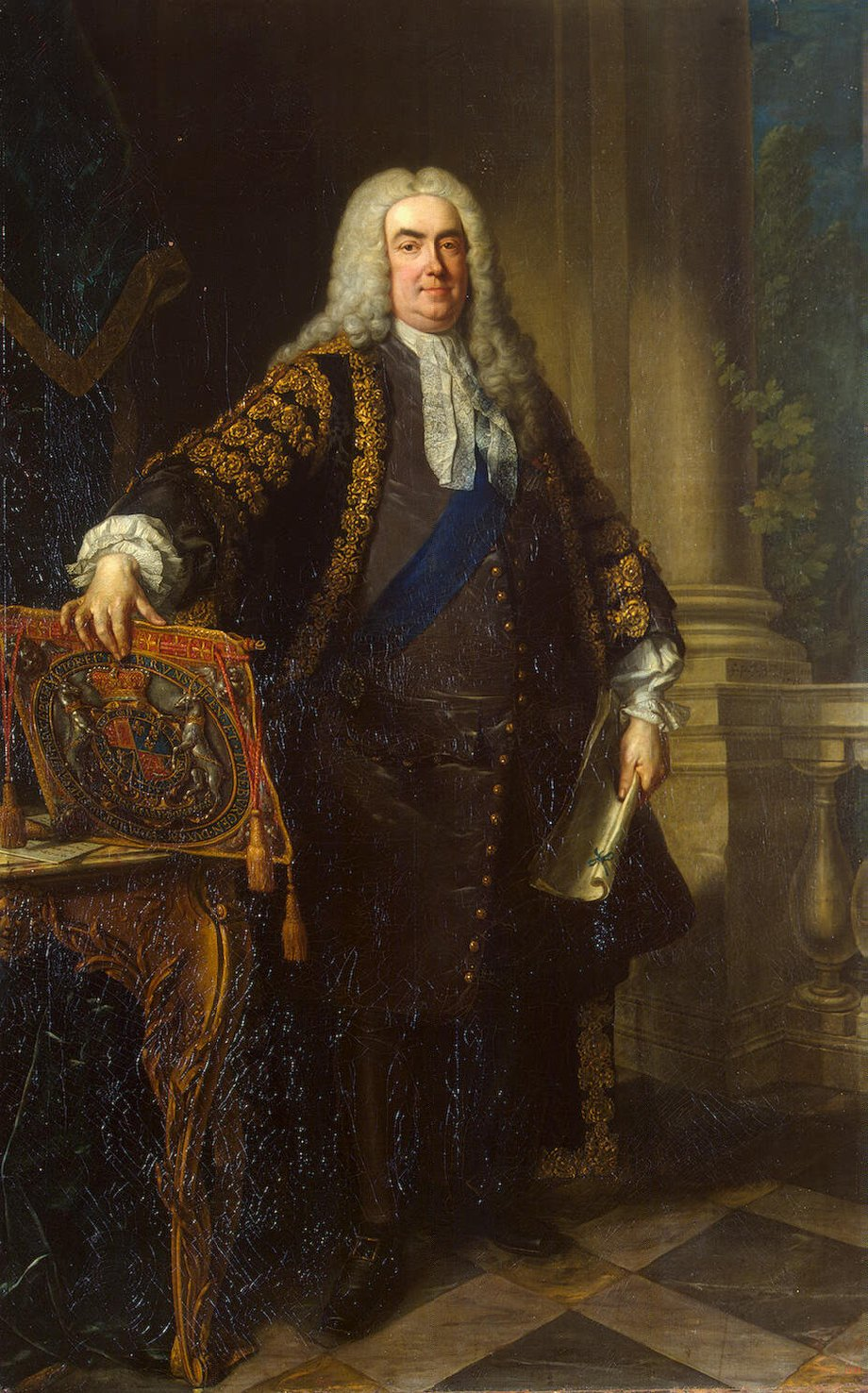
初代首相ロバート・ウォルポール

王位継承法を制定したイギリス議会は、アン女王の後、ドイツからステュアート家の血を引くハノーファー選帝侯ゲオルク・ルートヴィヒを王位継承者として招いた。これがイギリス王ジョージ1世であり、現在のウィンザー朝に連なるハノーヴァー朝の始まりとなる。
ジョージ1世はあくまでもドイツの領邦国家の一つであるハノーファー（ハノーヴァー）の君主であり、ドイツもしくは大陸ヨーロッパの政治には積極的に加担した反面、イギリスの政治に対してはあまり興味を持たなかった。ジョージ1世は即位時、既に50歳を過ぎていた上に、当時のヨーロッパにおける国際語はフランス語であったので、英語の理解には限界があった。次代のジョージ2世もプリンス・オブ・ウェールズ叙任時に30歳を過ぎており、既にハノーファーの軍事や政務を担っていたのでその政治姿勢には大差がなかった。加えてこの2代の王は、即位後もしばしばドイツに滞在し、イギリスを留守にすることが多かった。このため、イギリスの政治は王の手から離れ、議会勢力の大小に反映された内閣の手に委ねられることになった。
当時の第一大蔵卿であったホイッグ党のリーダー・ロバート・ウォルポールは、この2代の王の下で、事実上の首相として21年間政権の座にあり、庶民院の支持を失ったことを理由に辞任した。これを機に、内閣が議会に対して責任を持つ議院内閣制の基礎が築かれた。また、このウォルポールがイギリスにおける実質的な初代首相とされることになった。
ジョージ2世の孫で後継者であるジョージ3世が、ハノーヴァー朝で最初のイギリス生まれの王になった。ジョージ3世はしばしば議会への干渉を試み、この政治姿勢は程度の差はあるものの、息子のジョージ4世とウィリアム4世にも引き継がれた。ウィリアムは議会の意思に関係なく首相を任命した最後の王になった。

### 植民地の拡大
イギリスはポルトガル、スペインに遅れること1世紀、17世紀初頭にオランダ共和国とともに大航海時代に乗り出した。東インド会社はアジアに進出し、主にインドに拠点を確保する一方、北米大陸にも多数の植民者を送り出した。
また当時、ヨーロッパでの戦争に呼応したインドや北米などの植民地における戦争にも積極的であった。これら植民地での戦争として、スペイン継承戦争に呼応したアン女王戦争（ユトレヒト条約締結）、オーストリア継承戦争に呼応したジョージ王戦争（アーヘンの和約締結）、七年戦争に呼応したフレンチ・インディアン戦争などがある。特にフレンチ・インディアン戦争では、北米の13植民地の背後に広大なミシシッピ川以東のルイジアナを手に入れた。イギリス政府はルイジアナを維持するため、北米植民地にイギリス軍を常駐させ、その財源を北米植民地に対する課税で賄おうとしたが、植民地人にとっては戦争の終結によって脅威が遠退いたにもかかわらず課税が強化された形となり、本国と植民地の意識に差が生じることとなった。これが後に、アメリカ合衆国の独立を引き起こすきっかけとなった。
イギリス東インド会社が主にインドに拠点を確保し、イギリスは1858年にはイギリス領インド帝国を設置した。

### アメリカ合衆国の独立

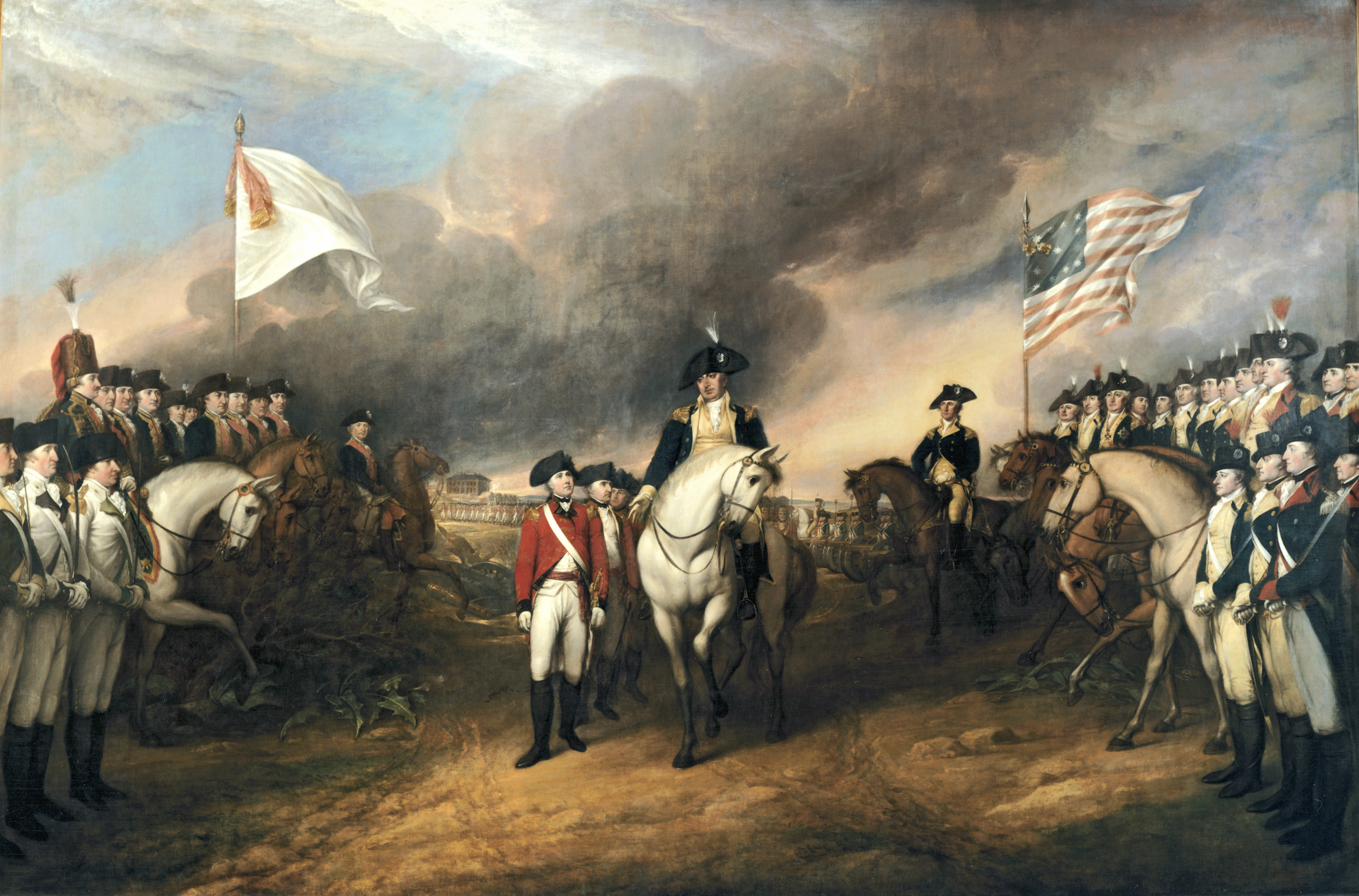
ヨークタウンの戦いで降伏する英軍指揮官チャールズ・コーンウォリス

フレンチ・インディアン戦争の結果、イギリスは広大なルイジアナ地域をフランスから獲得したが、戦費によって膨らんだ国家債務の償還、および植民地維持のために送られた軍隊の費用を13植民地への増税で賄う方針を採り、1764年に砂糖法を、翌1765年には印紙法を適用した。
この増税に対して植民地では不満の声が高まり、間もなくこの2つの税法は廃止に追い込まれたが、イギリス本国政府は植民地に対しての課税を諦めず、1773年には茶法を制定し、植民地でのイギリス東インド会社による茶の独占と、茶に対しての課税を行った。これに対して不満を持った植民地人は同年、ボストン茶会事件を起こし、イギリス本国政府とアメリカ植民地との相互不信感がいっそう高まる結果となった。
1775年にレキシントンで、イギリス軍と植民地軍との間の武力衝突が起こった。これが植民地全域にまで拡大し、アメリカ独立戦争に発展した。植民地軍はジョージ・ワシントンを司令官として粘り強く対抗、翌1776年には独立宣言を発した。イギリスを除く他のヨーロッパ列強は、当初事件の推移を傍観していたが、1778年にベンジャミン・フランクリンの説得によって、新大陸での利権回復の好機と見たフランスが対英宣戦した。1780年にはロシアのエカチェリーナ2世の提唱によって武装中立同盟が成立し、ヨーロッパの中でも孤立したイギリスは苦戦を強いられた。
1783年のパリ条約によって、イギリスは13植民地の独立に加えて、ミシシッピ川以東のルイジアナをアメリカに割譲し、これによって新大陸でのイギリスの支配地域はカナダと西インド諸島の幾つかの島々に限定されることになった。
この戦争で対英宣戦したフランスの財政的な持ち出しは極めて大きく、財政が極度に悪化したため、免税特権を持っていた貴族、聖職者に対しての課税に踏み切ることになった。これに対して三部会の開催が要請されたのがフランス革命の遠因である。フランス革命は、イギリス史にも次のエポックを作り出すことになった。内政的には、ウォルポール以来のホイッグの優位がアメリカ独立運動の対応に躓いたことによって縮小し、一連の対応で国王や国民の支持を得たトーリー優位に変わっていった。

## グレートブリテン及びアイルランド連合王国

### グレートブリテン及びアイルランド連合王国の成立
| · 聖アンデレ十字 · 16世紀 (スコットランド)         | · 聖アンデレ十字 · 16世紀 (スコットランド)         | · 聖アンデレ十字 · 16世紀 (スコットランド)         | · 聖アンデレ十字 · 16世紀 (スコットランド)         | · 聖アンデレ十字 · 16世紀 (スコットランド)         | · 聖アンデレ十字 · 16世紀 (スコットランド)         |  |  | · 聖ゲオルギウス十字 · 16世紀 (イングランドとウェールズ) | · 聖ゲオルギウス十字 · 16世紀 (イングランドとウェールズ) | · 聖ゲオルギウス十字 · 16世紀 (イングランドとウェールズ) | · 聖ゲオルギウス十字 · 16世紀 (イングランドとウェールズ) | · 聖ゲオルギウス十字 · 16世紀 (イングランドとウェールズ) | · 聖ゲオルギウス十字 · 16世紀 (イングランドとウェールズ) |
| · 聖アンデレ十字 · 16世紀 (スコットランド)         | · 聖アンデレ十字 · 16世紀 (スコットランド)         | · 聖アンデレ十字 · 16世紀 (スコットランド)         | · 聖アンデレ十字 · 16世紀 (スコットランド)         | · 聖アンデレ十字 · 16世紀 (スコットランド)         | · 聖アンデレ十字 · 16世紀 (スコットランド)         |  |  | · 聖ゲオルギウス十字 · 16世紀 (イングランドとウェールズ) | · 聖ゲオルギウス十字 · 16世紀 (イングランドとウェールズ) | · 聖ゲオルギウス十字 · 16世紀 (イングランドとウェールズ) | · 聖ゲオルギウス十字 · 16世紀 (イングランドとウェールズ) | · 聖ゲオルギウス十字 · 16世紀 (イングランドとウェールズ) | · 聖ゲオルギウス十字 · 16世紀 (イングランドとウェールズ) |
|                                                    |                                                    |                                                    |                                                    |                                                    |                                                    |  |  |                                                          |                                                          |                                                          |                                                          |                                                          |                                                          |
|                                                    |                                                    |                                                    |                                                    |                                                    |                                                    |  |  |                                                          |                                                          |                                                          |                                                          |                                                          |                                                          |
| · グレートブリテンの旗 · 1707年 (グレートブリテン) | · グレートブリテンの旗 · 1707年 (グレートブリテン) | · グレートブリテンの旗 · 1707年 (グレートブリテン) | · グレートブリテンの旗 · 1707年 (グレートブリテン) | · グレートブリテンの旗 · 1707年 (グレートブリテン) | · グレートブリテンの旗 · 1707年 (グレートブリテン) |  |  | · 聖パトリック十字 · (アイルランド)                      | · 聖パトリック十字 · (アイルランド)                      | · 聖パトリック十字 · (アイルランド)                      | · 聖パトリック十字 · (アイルランド)                      | · 聖パトリック十字 · (アイルランド)                      | · 聖パトリック十字 · (アイルランド)                      |
| · グレートブリテンの旗 · 1707年 (グレートブリテン) | · グレートブリテンの旗 · 1707年 (グレートブリテン) | · グレートブリテンの旗 · 1707年 (グレートブリテン) | · グレートブリテンの旗 · 1707年 (グレートブリテン) | · グレートブリテンの旗 · 1707年 (グレートブリテン) | · グレートブリテンの旗 · 1707年 (グレートブリテン) |  |  | · 聖パトリック十字 · (アイルランド)                      | · 聖パトリック十字 · (アイルランド)                      | · 聖パトリック十字 · (アイルランド)                      | · 聖パトリック十字 · (アイルランド)                      | · 聖パトリック十字 · (アイルランド)                      | · 聖パトリック十字 · (アイルランド)                      |
|                                                    |                                                    |                                                    |                                                    |                                                    |                                                    |  |  |                                                          |                                                          |                                                          |                                                          |                                                          |                                                          |
|                                                    |                                                    |                                                    |                                                    |                                                    |                                                    |  |  |                                                          |                                                          |                                                          |                                                          |                                                          |                                                          |
|                                                    |                                                    |                                                    |                                                    |                                                    |                                                    |  |  | · 1801年の合同旗 · 1801年 (イギリス)                     |                                                          |                                                          |                                                          |                                                          |                                                          |

アイルランドは中世以来、イングランドがしばしば征服し、植民を行ってきたが、アイルランドのケルト系住民は文化的、宗教的にイングランドに同化されることはなかった。イングランドはイングランド系住民のアイルランドでの優位性を保つために、カトリック刑罰法を制定して、在地アイルランド人と支持層であるイングランド人の差別化を図った。カトリック系のアイルランド人は16世紀のジャコバイト反乱を通じてカトリックに理解を示すジャコバイトに加担することでアイルランドの地位向上を図ったが、これは結果としてイングランドのアイルランド支配の強化に繋がった。
18世紀にアメリカ独立戦争が起こるとイギリスは北米対策に翻弄され、アイルランド対策に隙が生まれることになり、この間アイルランド議会の地位は著しく向上した。続くフランス革命では、これに呼応することによってアイルランドの地位を向上させようとする政治運動が活発になった。これに危機感を持ったイギリスは、カトリック解放とバーターで1800年の合同法を成立させ、アイルランド議会をウェストミンスター議会に併合させることにした。これがグレートブリテン及びアイルランド連合王国の成立である。
本来ウェストミンスター議会との併合とバーターであったはずのカトリック解放が実現するのは、1829年のカトリック解放令の成立を待たなければならなかった。また、アイルランドの爵位を持っている場合でも、他の地域における爵位を併せ持たない場合は上院に議席を認められないなど、他の地域と比べ低い扱いを受けていた。

### ナポレオン戦争

#### 革命戦争
アメリカ独立戦争の影響は、ヨーロッパ各国にも波及した。その最たるものがフランス革命である。イギリスは革命戦争に対して第一次、第二次対仏大同盟に参加したものの大陸の大変動に対する干渉は比較的限定されたものになった。フランスの軍港トゥーロンを攻撃し、亡命貴族を受け入れた程度である。これは経済的にはアメリカ独立戦争の敗戦からの回復期にあたること、政治的にイギリス政権内部でも革命に対して理解を示す層がある程度存在したためである。
フランスと地続きで王を処刑されたことに恐怖を感じていたオーストリア、プロイセンなどの大陸諸国と、海を隔てた上に市民革命において王を処刑した経験を持つイギリスでは温度差があった。思想的にイギリス革命で王権神授説を否定し、これを論理的に肯定したジョン・ロックの思想はフランス革命の思想に影響したジャン＝ジャック・ルソーやシャルル＝ルイ・ド・モンテスキューと言った啓蒙思想家に一定以上の影響を及ぼしていた。このように思想的にフランス革命を肯定できる下地がイギリスには存在した。

#### エジプト・シリア戦役
こうした状況の大きな転換点となるのがナポレオン・ボナパルトの登場である。ナポレオンの登場は大陸のミリタリー・バランスを大きく崩し、第一次イタリア遠征を終えオーストリア帝国を打ち破ると、当時のフランス総裁政府も軍事上の次の軍事的脅威をイギリスと捉え、ナポレオンを対英方面司令官に任命した。といっても当時のフランスにとってドーバー海峡を渡ってイギリスに直接侵攻するということは非現実的な議論であり、この職への就任は事実上の左遷であった。しかしイギリスの脅威に対抗することも又必要であったため、ナポレオンはイギリスと、イギリスの植民地であったインドの連絡を絶ち、イギリスを経済的に疲弊させることを目的としてエジプト遠征を決意した。これがイギリスにとってのナポレオンとのはじめての直接対決であり、以降17年間続くナポレオン戦争の実質的な幕開けであった。
1798年、ナポレオンはエジプトに上陸し、ピラミッドの戦いでカイロを陥落させると、シリア方面に転じヤッファ、アレクサンドリアでイギリス陸軍を打ち負かした。しかしアッカの戦いでイギリス・オスマン連合軍に敗れ、次いでナイルの海戦で補給を担当するフランス艦隊が、ホレーショ・ネルソン率いるイギリス艦隊に大敗、遠征の維持に補給の不安を抱えたため、当初の目的であるイギリスとインドの遮断は達成できなかった。一方大陸においてフランス軍が劣勢に立たされ、総裁政府への支持が急落したため、ナポレオンは遠征を中止してフランスへ帰国した。

#### ヨーロッパ戦役

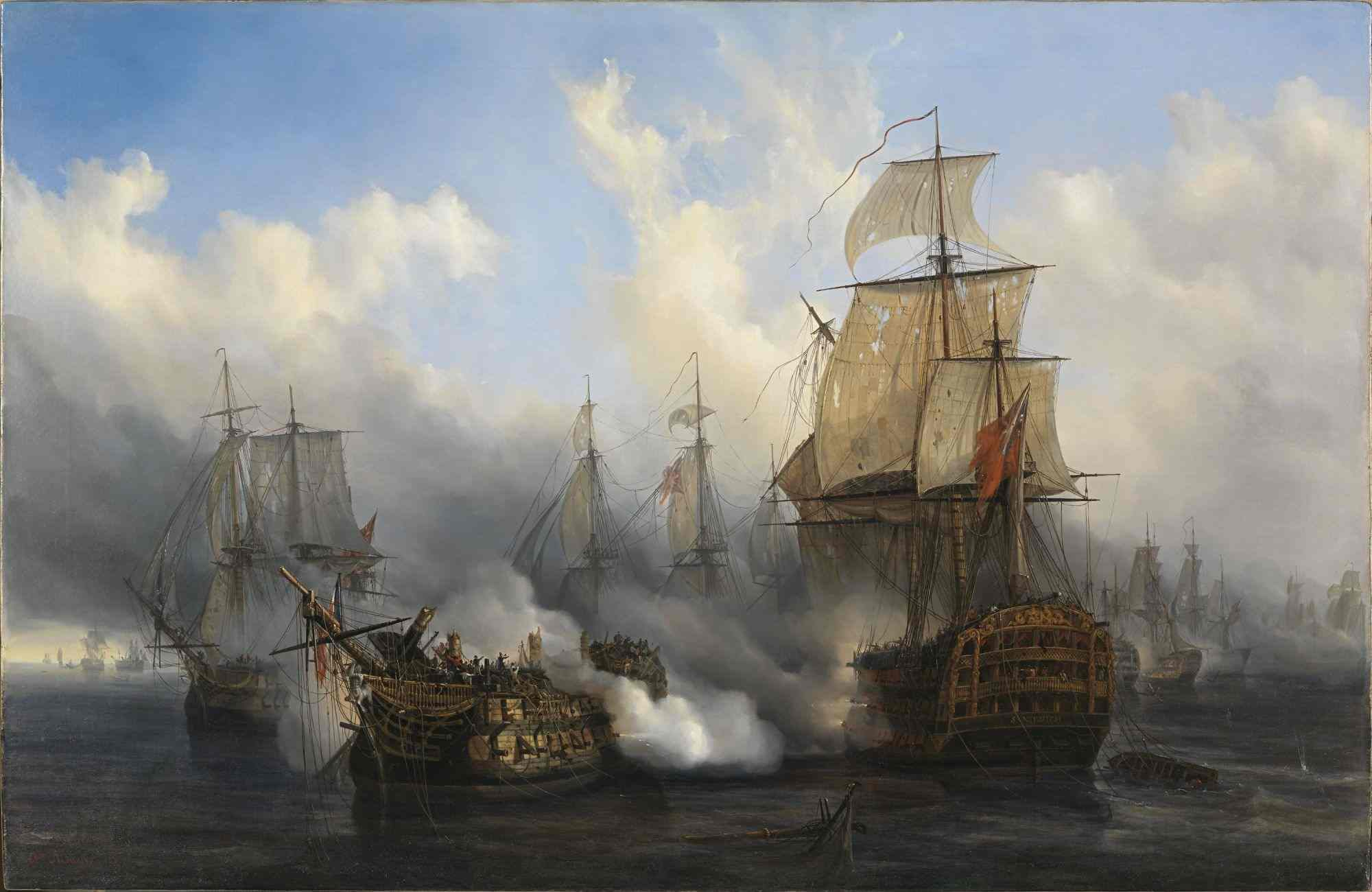
トラファルガーの海戦

フランスへ帰国したナポレオンは、ブリュメール18日のクーデタで政権を掌握、統領政府を発足させ、フランス共和国第一統領に就任した。ナポレオンはその後、第二次イタリア遠征を行い、再びオーストリアを屈服させ、次の矛先を再びイギリスに向けた。この後英仏関係は、講和へ向かい1802年にアミアンにおいて一時的な和約（アミアンの和約）が成立した。一時的に平和が訪れたかと思われたが、早くも翌年には相互にアミアンの和約が遵守されていないと非難しあう事態となり、早々にこの和約は破棄されてしまった。
更に翌1804年にナポレオンがフランス皇帝に即位すると、ヨーロッパ各国はこれを危険視し、再び対仏大同盟を結成した。以降ナポレオン戦争の性格はフランス王政を復活させ、アンシャン・レジームに戻す事から、次第にナポレオンを追放することを最終的な目標とする方向へと変わって行った。イギリスではナポレオンが皇帝に即位した事からフランス革命に共感する対仏穏健派の勢力が後退し、1804年に対仏強硬派のウィリアム・ピット（小ピット）が政権に立ち反ナポレオン色を鮮明にしていった。1805年、ナポレオンの大陸軍はアウステルリッツの戦いにおいてオーストリア、ロシア帝国を打ち負かしたもの、海軍はトラファルガーの海戦で、ネルソン率いるイギリス海軍に壊滅させられた。以降フランスの覇権は大陸に限定されたものとなり、遂にナポレオンはイギリス本土に攻撃の手を加えることは不可能となった。
1806年、イエナの戦い、アウエルシュテットの戦いでプロイセン王国軍を、翌年フリートラントの戦いでロシア軍を大敗させると、フランスは次の手としてイギリスをヨーロッパから孤立させるべく大陸封鎖令を発動し、イギリスの経済的孤立を画策したが、これは全くの逆効果で、かえってイギリスとの経済交流の場を喪失した大陸諸国の方が疲弊する結果となった。一方イギリスは反ナポレオン闘争に積極的に加担するようになり、ポルトガル、スペインにおける対仏ゲリラ戦を援助することになった。

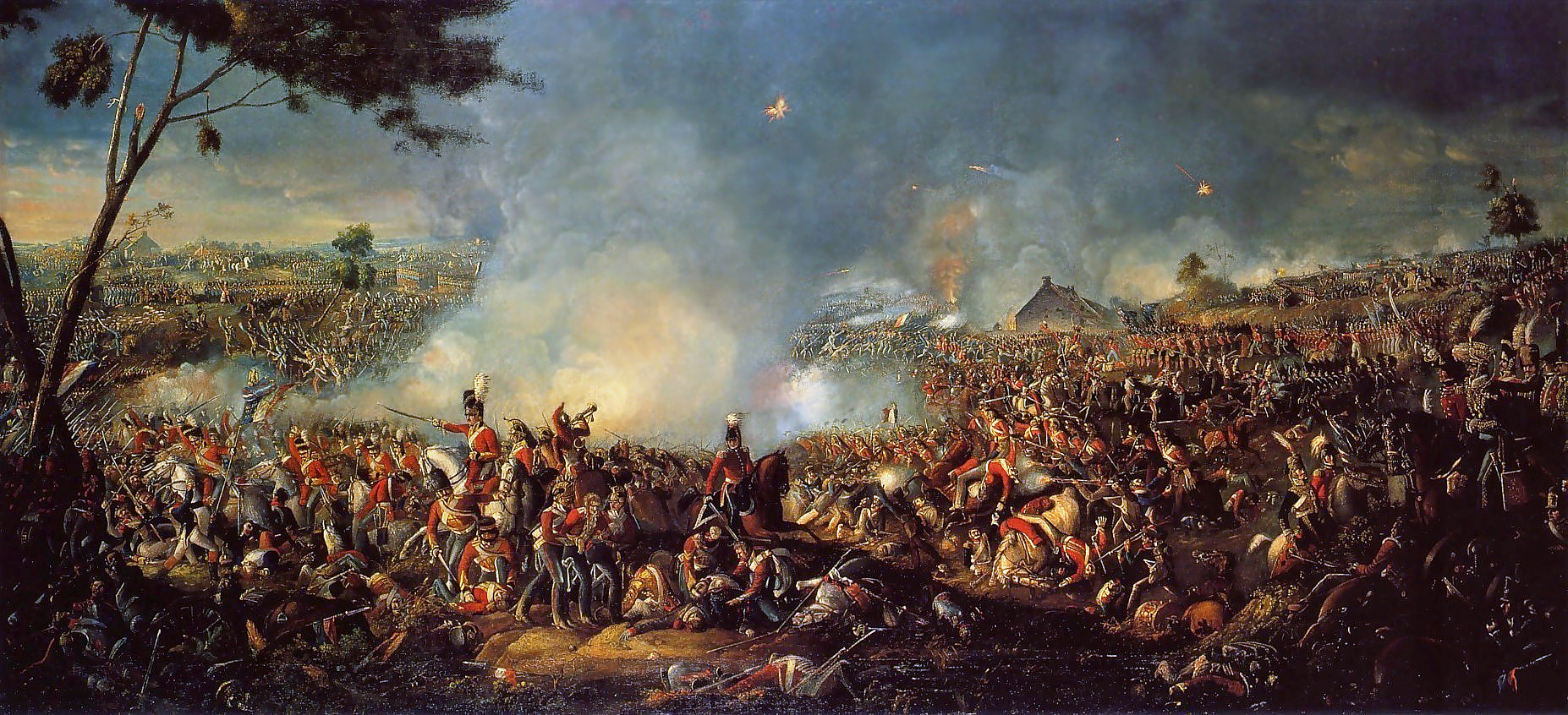
ワーテルローの戦い

こうした中で1812年のロシア遠征が失敗に終わると、大陸各国は一斉にナポレオンに対して反抗に転じた。イベリア半島戦争でも1813年、初代ウェリントン公爵アーサー・ウェルズリー率いるイギリス陸軍がヴィットーリアの戦いに勝利し、最終的にイギリスの勝利で幕を閉じた。東では同年ライプツィヒの戦いでフランス軍が大敗、1814年には連合軍がパリに入城し、ナポレオンをエルバ島へ追放した。
ナポレオン戦争後のヨーロッパの枠組みを話し合うべくウィーン会議が開かれたが、この会議は「会議は踊る、されど進まず。」と言われる状況であり、各国の利害が対立して会談が終結する見通しすら立たなかった。こうしたヨーロッパ各国の対立の空白を狙って、エルバ島からナポレオンが脱出。瞬く間にパリに駆け上がり、帝位に返り咲いた。ヨーロッパ各国は一旦対立の矛先を収め、ナポレオンを再びヨーロッパから追放することで結束。オーストリア軍は北イタリア、及びライン川方面に、プロイセン軍とイギリス軍はベルギーに展開を始めた。この時ベルギーでイギリス陸軍を率いていたのが、イベリア半島からフランスを追い出したウェリントンである。フランス軍と会敵したウェリントンは、後退させられながらもプロイセン軍の合流を受け、フランス軍を敗走させることに成功した。これがワーテルローの戦いである。ナポレオンは再び退位させられ、イギリス領セントヘレナ島へと追放された。

### 英露戦争
1807年7月にロシアが皇帝ナポレオン1世支配下のフランスとティルジットの和約を締結したことから、イギリスとロシアとは敵対関係に立つことになり、ナポレオン戦争と並行してバルト海において、1807年から1812年までイギリスとロシアとの間で英露戦争が勃発した。両国は1812年、エレブルー条約で和解した。

### 米英戦争
ナポレオン戦争中の1812年6月から1815年2月にかけて、カナダの植民地においてアメリカ合衆国の米英戦争の宣戦布告を受け、北アメリカ東部および中部、メキシコ湾岸、大西洋および太平洋において、イギリス軍・カナダ軍・インディアン部族が連合して戦いを実施した。アッパー・カナダでのジョージ砦の戦いにおいて敗退し、ガン条約によって講和した。

### ウィーン体制
ナポレオン追放後のヨーロッパは、自由主義や民族主義を抑圧して旧秩序の維持を目的とした反動的なウィーン体制下でスタートした。これを国際関係下で維持するべく四国同盟とこれを補助する神聖同盟が締結され、イギリスはオーストリア、プロイセン、ロシアと共にこの体制維持に努力した。又ウィーン体制下では各国の勢力均衡を図るために領土の交換が行われ、イギリスはオランダからセイロン島とケープ植民地を得、又ナポレオン戦争中維持した、マルタ島の領有を認められた。この反動的な体制は国際的には1848年革命まで維持されたと理解される(ヨーロッパ協調も参照)。
一方で、この期間（1816年 - 1848年）にも自由主義的、民族主義的運動を支持し、ウィーン体制とは一線を画そうとした動きも見られた。この最たるものはイギリスの外相ジョージ・カニングによる外交政策である。先ず第一点はフランス革命の思想的影響を受け、ナポレオン戦争でヨーロッパ本国の影響が薄れたのを期に相次いで起こったラテンアメリカ、カリブ海諸国の独立をイギリスの市場拡大を狙って支持したことである。第二点がギリシャ独立戦争を支持したことである。特にギリシャの独立運動が活発化した1830年代はウィーン体制が動揺した時期であり、イギリスは外交的な自由主義政策ばかりではなく、内政でも穀物法の緩和やカトリック解放令の公布など自由主義的な政策を実施した。

### 産業革命の発展

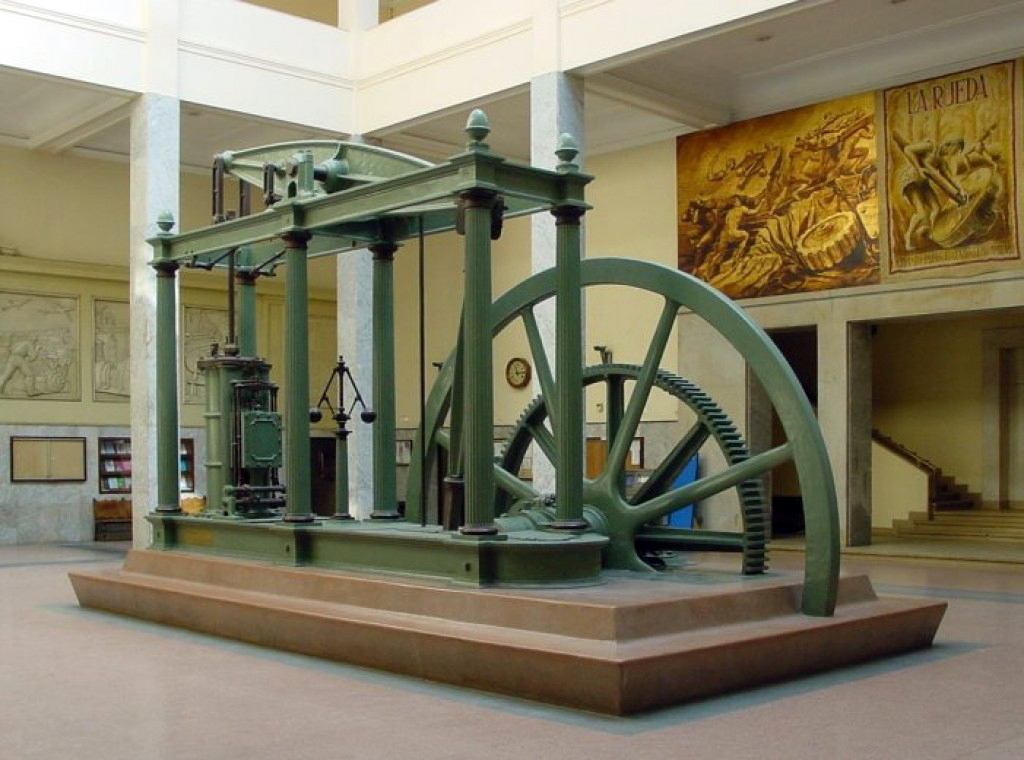
世界初の産業革命をもたらしたジェームズ・ワットの蒸気機関

イギリスでは世界に先駆けて18世紀から蒸気機関の開発、改良を契機にして工場制機械工業の発達が促され18世紀の中頃から産業革命が進展した。これに伴い、奴隷制度廃止運動も盛んになり、1807年にイギリス議会で奴隷貿易法が成立し、当初は規制が緩かったものの、イギリス帝国全体で奴隷の貿易が違法とされた。
最初に工業化したのは軽工業である綿織物の分野で、これは元々イギリスの主要産業の一つであった。蒸気機関を動力とした織機や紡績機の機械化とイノベーションが促され、工場での大量生産が可能になった。軽工業段階では資金はそれほど必要としなかったものの資本の一つとして安価な労働力を必要とした。又動力源となる石炭を採掘する炭鉱や、これを運び出す積出港、綿布の原料となる綿花を引き受ける貿易港でも、労働力を集中させるだけの需要が生まれた。このように労働力が集中した工業都市は中世都市をベースにして近代都市に発展した。一方でこうした都市間を結んで原料を大量に流通させるシステムが必要とされるようになった。こうして生み出されたのが鉄道で1825年に最初の鉄道がリバプール - マンチェスター間に施設された。
こうした社会的な変動は、社会制度そのものに大きな変化をもたらした。資本家が欲した安価な労働力はかねてから進行していた囲い込みと連動して従来の農村のコミュニティを崩し、その余剰人口を引き受けることによって生み出された。こうして都市では労働者という新しい社会階層を生み出すことになった。こうした労働者が大量に工業都市に集中することによって都市化が進展した。こうして人口が爆発的に増加した都市として、イングランドのリバプール、マンチェスター、バーミンガム、スコットランドのグラスゴー、ウェールズのカーディフなどがある。また労働者の集中によって引き起こされた都市化は、農村コミュニティに代わって、職場や学校を中心とする新しい都市のコミュニティを形成させることになった。
経済的には資本家による資本の蓄積が始まって、初期の資本主義形態は産業資本主義に進展した。拡大再生産を継続する産業資本主義はイギリスの外に新しい市場と、原料の供給地を求めることになった。これに刺激され19世紀イギリスでは帝国主義の発展が見られるようになった。
労働の変遷と都市化によって、社会形態は劇的に変化した。資本家と労働者は分化し、双方の間には労働問題が発生した。1810年代には機械化そのものに反発するラッダイト運動がイギリス各地で発生した。19世紀半ばには労働者の地位向上を実践したロバート・オウエンが現れた。これと同時期には更に急進的な主張が表れた。カール・マルクスやフリードリヒ・エンゲルスは1848年にロンドンで生産手段の国有化を謳う共産党宣言を発表した。

### 議会政治と民主主義の発達

#### チャーティズム
ナポレオン戦争での勝利は、イギリス国内ではフランス革命に共感していた知識人と産業革命で勃興しつつあった資本家と労働者たちへの反動政権の勝利でもあった。この内政的な反動体制は1832年まで続いた。
この年の選挙法改正によって小売店主の線まで拡大したが、依然として懸案であった腐敗選挙区はほとんど野放しのままで、法改正の恩恵からもれた大多数の勤労者たちはさらなる選挙権拡大を目指し、政治運動を展開することになった。これがチャーティズム運動である。チャーティズム運動は政治参加への要求だけではなく、飢餓にさらされていた労働者たちの熱望をかき立てることに成功した。彼等の運動は男子普選や腐敗選挙区の解消を骨子とした1838年の「人民憲章」の策定に結実し、以降1842年、1848年の大規模なデモンストレーションに発展した。
既成政党であったホイッグ党とトーリー党は、1832年の改正でほぼ満足した資産家・中産階級を味方にしてチャーティズムを押さえようと試みた。この試みは成功し、チャーティズムの運動は、1848年革命に呼応した最後の大規模なデモンストレーションの後に沈静化した。

#### 自由党・保守党の誕生
1830年代まで、ホィッグは中産階級の急進派、産業資本家を支持基盤としており自由貿易に対して積極的であった。一方のトーリーは農業や土地に基礎をおいた貴族や地主層に支持基盤を置いていて、保護貿易を志向していた。ホィッグもトーリーもこの時点までは、これらの支持基盤や政策的志向を一定度共有する議員グループ以上の存在にはならなかった。
1835年に行われた総選挙で、トーリーの有力議員であったロバート・ピールは自身の選挙区の有権者に対してタムワース・マニフェストを示した。これは政権公約という意味での最初のマニフェストであった。タムワース・マニフェストがこれ以上に重要なのは、このマニフェストが同年にトーリーの綱領として採択された事にある。これによってトーリーはそれまでの議員グループから脱却して近代的な政党である保守党へ脱皮した。
ピールは1841年に首相に就任し、1846年に穀物法を廃止した。続くホイッグの首相ジョン・ラッセルの下で、1849年には航海法が廃止され産業資本家が求める自由貿易が実現した。このようにピールは保守党議員でありながら自由貿易に積極的な姿勢を示した。ピールに同調する議員をピール派と呼ぶ。ピールが議員を辞すると、ピール派は次第に保守党から離れホイッグに合流した。このときまでにホイッグには同じくトーリー出身で自由主義外交を志向したカニング派も合流していてこれらの連合体として自由党が成立した。
この後、自由党と保守党、自由貿易派と保護貿易派の政治闘争を中心にしてイギリス議会政治が発展した。この間の自由党の最有力政治家はウィリアム・グラッドストンであり、保守党のそれはベンジャミン・ディズレーリであった。彼ら有力な政党政治家たちが自由・保守両党をリードして定期的な政権交代を繰り返しながら国政を指導し、民主主義の理念を充実させた。
この議会政治と平行して、選挙法の改正が1867年、1884年、1918年、1928年と行われた。1867年の選挙法改正では都市部労働者に対して選挙権が付与され、有権者の総数は200万人程度まで増えた。1884年の選挙法改正では地方の労働者に対して選挙権が与えられ、有権者は440万人まで増えた。

#### 労働党の誕生
67年と84年の選挙法改正によって、選挙権は労働者まで拡大した。これによって従来の既成政党である自由・保守以外でこれら労働者の支持の受け皿として労働者政党を結成しようとする運動が19世紀末に起こった。1884年に結成されたフェビアン協会を母体として1906年に「労働党」が成立された。労働党は同年緒総選挙で26議席を獲得し議会勢力に足場を築いた。続く1910年の総選挙ではアイルランド問題の解決に取り組む自由党と連立し政権入りを果たした。

### 帝国の最盛期

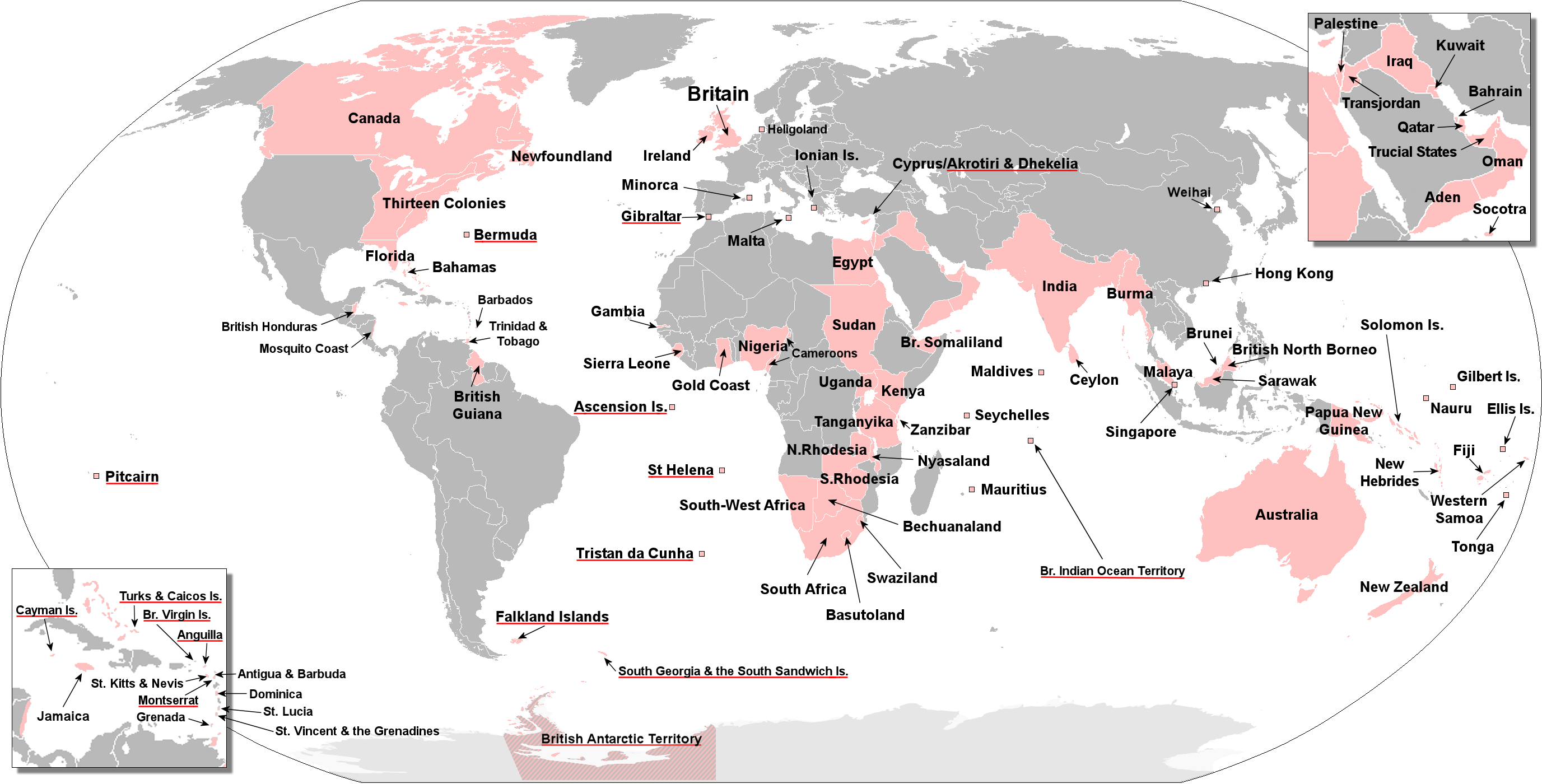
イギリス帝国統治下の経験を有する国・地域。現在のイギリスの海外領土は赤い下線が引いてある。

対仏戦争終了後、ヨーロッパのみではなく各国植民地の地図は一変した。フランスは当面の間、四国同盟によって封じ込められ、スペイン、ポルトガルの植民地は程なく独立し、オランダもケープ植民地をイギリスに奪われた。産業革命によって得た経済的優位性を得ていたイギリスはナポレオン戦争勝利によって覇権を確たるものとしたのである。

#### 中南米
アメリカ合衆国大統領モンローの「宣言」とともにラテンアメリカ諸国の独立を支えた外相カニングの不干渉政策は宗主国と切り離した植民地を衛星経済化しようとの意図に基づいたものであったが、新世界のミドルクラスたるクリオーリョたちは旧弊な元宗主国よりも、イギリスの自由主義に惹きつけられた。そのため、独立後のラテン・アメリカ諸国はイギリスへの依存を強めていった。独立当初の奴隷制や独裁など、前近代的な要素を残した現地社会はイギリスにとって必ずしも市場としての条件を揃えていた訳ではないが、イギリス人の移入とともに徐々に生活のイギリス化が進行し、19世紀後半までにはラテンアメリカ諸国は総じて良い市場へと成長したのであった。

#### アジア
三角貿易の要であったインドはインド大反乱を期に、東インド会社の手からイギリス政府の手へと取り戻され、インド帝国として生まれ変わった。運営自体が本国植民地省と総督の手に委ねられたことによって、インドは名実ともにイギリス帝国の最重要植民地となった。
この後、19世紀末から20世紀前半にかけて、列強間の植民地獲得競争が激しさを増し、それに伴い帝国のコストは重くイギリスにのし掛かるようになった。これをインドの阿片栽培で賄いイギリス帝国全体の赤字を相殺し財政を健全化した。こうしてインドはいわば帝国の維持機関としての役割を担うことになった。
インドの阿片は主に中国で売買され、これは1840年に清との間で起こった阿片戦争のきっかけになった。阿片戦争とこれに続く1857年のアロー戦争によって、イギリスは極東の中継貿易地である香港を手に入れ、さらに中国大陸の経済的利権も獲得して中国の半植民地化に先鞭を付けた。

#### アフリカ
18世紀末のナポレオンのエジプト遠征や、19世紀前半のギリシャの独立運動はオスマン帝国に動揺をもたらし、この結果属領であったエジプトの独立運動を促すことになった。1830年代にエジプトはムハンマド・アリーの指導の下に実質的な独立を果たした。新興エジプトは近代化を画策してフランスとともにスエズ運河の建設に乗り出すが、膨大な建設費によって財政は破綻し、経済的にイギリスの支配を受けることになった。1882年にアフマド・アラービーの対英反乱であるウラービー革命が鎮圧されるとイギリスはエジプトを保護国化した。

#### 帝国主義の対立

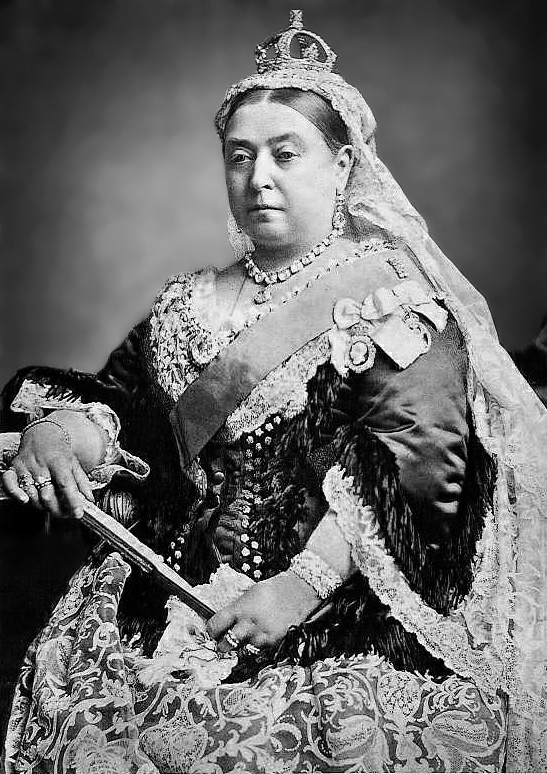
「ヴィクトリア朝」と呼ばれる治世を築いたヴィクトリア女王

19世紀半ばから19世紀末にかけてのヨーロッパはイギリスのヘゲモニー下にあり、概ね平穏であった。そのため、古代のパクス・ロマーナに習い、この時期を称してパクス・ブリタニカ（Pax Britanica:イギリスの平和）と呼ぶ事がある。五賢帝時代のように、この時期のイギリス帝国はまさに最盛期を迎えていた。ヴィクトリア女王の統治の下、科学技術は発展し、選挙法改正により労働者は国民となり、シティには世界中から資本が集まり「パクス・ブリタニカ」と呼ばれるほど平和裏に各国に影響力を行使することができた。（1872年当時のイギリスの様子は日本の岩倉使節団の記録である「米欧回覧実記」にも詳しく記されている。）しかし、フランスとのアフリカに場所を移した植民地競争、新興国ドイツ、アメリカの追い上げ等、水面下では次の時代に向けた動きが活発化していたのもまたこの時代である。
1901年1月22日のヴィクトリア女王死去後、ハノーヴァー朝からサクス＝コバーグ＝ゴータ朝となり、エドワード7世国王が即位した。この後、外交面では1902年1月30日に、ロシアの南下政策に対抗するため利害関係の一致による目的により日本と日英同盟を締結した。この後、日本はロシアとの日露戦争においてアメリカ政府（共和党セオドア・ルーズベルト大統領）の仲介も貢献した講和成立により勝利を果たした。その後、日本との軍事同盟は第二次（1905年）、第三次（1911年）と継続更新された。
1910年5月6日にエドワード7世が死去し、ジョージ5世国王が即位した。

### 第一次世界大戦

#### 端緒

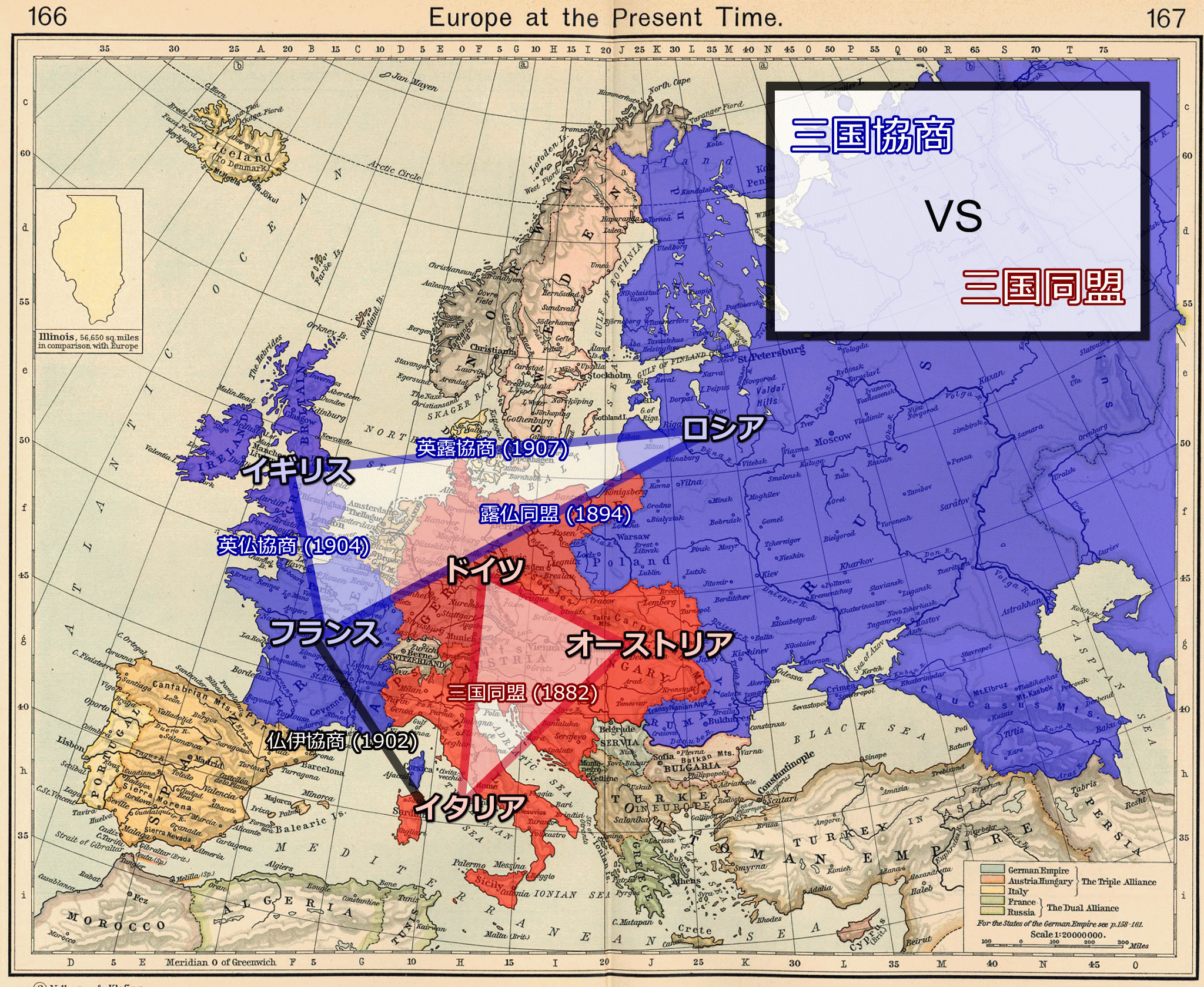
三国協商と三国同盟

19世紀後半になるとドイツの産業革命が急激に進展し、工業力でイギリスに追いつく勢いを見せた。国内産業の発達したドイツは海外に新しい植民地を欲し、既にイギリス、フランスによって色分けが成されていた植民地の再分割を主張するようになった。このためドイツとの対立が激化した。イギリスは対ドイツの安全保障策としてフランスと英仏協商を、ロシアと英露協商を結んで三国協商とし、ドイツ、オーストリア、イタリアの三国同盟に対抗しようと試みた。1914年、サラエヴォ事件によってオーストリア・ハンガリー帝国次期皇位継承者フランツ・フェルディナントが暗殺されたことを契機にして、ヨーロッパの大国同士が争う第一次世界大戦に突入した。
当時の首相のハーバート・ヘンリー・アスキスは、1914年8月4日にドイツが中立国ベルギーを侵略したことに対して対独宣戦することを決意した。連合国の一員としてイギリスはフランスに大陸遠征軍を派遣、フランス、ベルギー軍と共に西部戦線でドイツ軍と対峙した。当初イギリスでもこの戦争は比較的短期間で終了すると予測されていたが、緒戦のマルヌ会戦でドイツ主導の短期決戦計画が破綻すると両軍とも北海からアルプスまで至る塹壕を掘って睨み合い、西部戦線は膠着状態に陥った。
また、サクス＝コバーグ＝ゴータ朝であった王室は、敵国となったドイツ語由来の名称を嫌悪し、ウィンザー朝と改称し在位中のジョージ5世が初代君主となった。

#### 初期
膠着した戦線で連合軍、中央同盟軍は互いにしばしば攻勢をかけ戦線の突破を企てたが、これらの企みはほぼ全てが多数の死傷者を出しただけで終わり、全く前線を前進させることは無かった。
イギリスが担当するイーペルでは大戦中イギリスとドイツでイープルの取り合いを数度繰り返した挙句、双方で50万人以上の死傷者を出した。しかしイープルの戦いは街を廃墟にしただけでイギリスにもドイツにも何ももたらすものが無かった。また、1916年のソンムの戦いではフランス軍と共同し、新兵器の戦車を投入するなどしてドイツ軍の前線に攻勢をかけ戦線突破を図ったが、攻勢を開始した7月1日だけでもイギリス軍は2万人近い戦死者を出した。
こうした前線の失敗は西部戦線だけでなくトルコでも起こった。1915年イギリス軍はANZACやカナダ軍と共同でトルコ上陸を目指したが作戦は見事な失敗に終わった。これがガリポリの戦いでイギリス軍を主力とする連合軍は4万人以上の戦死者と倍近い負傷者を生み出したがトルコを陥落させることはできなかった。
ガリポリやソンムでの戦いが多大なる犠牲を出しながらも何も得ることが無かったということが判明するとイギリス本国では政変となった。首相のアスキスはその座を引きずり下ろされ、代わって陸相のデビッド・ロイド・ジョージがその後を襲った。この時の政変が戦後のクーポン選挙の遠因になっている。

#### 総力戦
第一次世界大戦は人類史上初の世界的規模で展開した未曾有の総力戦となった。この経験はイギリスに限らず、ヨーロッパ全土に歴史的な影響を残した。総力戦では国家の持てる軍事力以外にも、工業力、経済力、外交能力などあらゆる能力が全て戦争に動員される。
外交面ではドイツの背後にある同盟国トルコを倒すために、戦後の中東地域の枠組みに関する約束手形を乱発した。そのうち将来パレスチナ地域にユダヤ人国家の設立を約束したのが、バルフォア宣言、アラブ人のトルコからの独立を約束したのが、フサイン・マクマホン協定、ロシア、フランスとの間で中東利権のドイツの排除と再分割を約したのがサイクス・ピコ協定である。これらの協定は戦後の中東地域の混乱を増大させる要因ともなった（イギリスの三枚舌外交と呼ばれる）。

#### 終結
1918年11月11日、ドイツと連合国の休戦協定が締結され、第一次世界大戦は終結した。イギリスを含む連合国の勝利に終わった。翌1919年6月28日に対ドイツの講和条約であるヴェルサイユ条約が調印され、1920年1月10日に発効された。
この戦争は、イギリスとフランスの敗北によって対英仏債務の回収ができなくなることを恐れたアメリカ合衆国が、長い孤立主義を破ってヨーロッパの戦争に参加するということで軍事的には解消された。結果として戦争には勝利したものの長期間に及ぶ総力戦によって国力が疲弊したイギリスにも影が落ち始めた。特に、かつての自国領の植民地でもあった新大陸の若年国アメリカの援助抜きで戦争を勝利に終わらせることはできなかったということは、19世紀から20世紀の始めまで、ヨーロッパはもとより世界的規模でリーダーシップを発揮し続けたイギリスが徐々にその地位をアメリカに奪われていき、その座から崩れ落ちていくことを示していた。

## グレートブリテン及び北アイルランド連合王国

### アイルランドの独立

独立後、現在のアイルランド共和国の国旗

イギリスからの独立以前、1801年から1922年までの旗、現在のイギリスの国旗

19世紀末から20世紀初頭にかけてのアイルランド自治を要求する運動により、アイルランドの地位はしばしば政治的な問題として取り上げられていた。19世紀末に提案された2度のアイルランド自治法案はいずれも廃案となったが、1914年にようやく自治法案が可決された。しかしこの自治法は欧州大戦（第一次世界大戦）の勃発を理由に施行されずに凍結されることになった。戦争の長期化が予測されなかったためアイルランド側にも一定の了承があったが戦争が長期化することでこの目論見は外れた。戦中を通してイギリスに対する不満は増大し、ドイツの裏工作によって1916年に大規模な対英反乱とアイルランド独立の宣言が行われた。イギリスはこれに対し軍の投入と、反乱首謀者の処刑で応えたためイギリスに対する不信感は一層増した。
このような背景により、戦後のイギリスにとってアイルランド問題は緊急的な政治課題となっていた。18年の総選挙で大勝したロイド・ジョージはアルスター6州を北アイルランドとして分離し、北アイルランドのイギリス残留を条件にアイルランドの独立を認めることを公約に掲げた。一方で独立急進派はイギリスに対してゲリラ戦を展開しこれに応えた（アイルランド独立戦争）。これによってアイルランド問題の緊急性が増したイギリスでは1920年にアイルランド統治法が制定された。独立戦争が収拾されるに及んで統治法の枠組みの中でのアイルランド自治を英愛間で確認する英愛条約が締結され英王冠に忠誠を誓うアイルランド自由国の成立が確認された。一方アイルランドではこの条約に対しての賛成派と反対派の意見が集約できず、アイルランド内戦が勃発した。
その後アイルランドは1937年のアイルランド憲法の施行に伴い、国名をアイルランド語の「エール」に変更した。第二次世界大戦後の1949年にはアイルランド共和国となって1949年に英連邦を離脱した。クロムウェルのアイルランド征服以来の入植によりプロテスタント系住民が多くなっていた北アイルランドは、カトリック系が多数を占める南アイルランドとは袂を分かち、連合王国に残る途を選んだ。しかしそのために北アイルランドでは少数派となったカトリック系住民と多数派のプロテスタント系住民の間に対立の火種を残すこととなり、又アイルランドが統一されていないという不満も残ることになった。

### 両大戦間期

#### 戦後協調体制
第一次大戦後のイギリスの国際政治は戦後協調体制の確立から始まった。ドイツ（帝政崩壊後、ヴァイマル共和政）に対する処分はヴェルサイユ条約によって決定したが、ドイツの植民地剥奪、一部領土の縮小、軍備の制限、巨額の賠償金の要求を骨子とするヴェルサイユ体制は結果として安定しなかった。一方ワシントン会議で決定されたアジア・太平洋地域での戦後協調体制（戦間期における）のワシントン体制では、完全にこの地域のメインプレーヤーがアメリカと日本に取って代わられたことを明確にした。ワシントン海軍軍縮条約、ロンドン海軍軍縮会議で決定した海軍軍拡競争の防止は一定期間以上の役割を果たすことはできなかった。これらの中で四カ国条約が締結され1923年8月17日に日英同盟も解消となった。アジアでは中国軍との間で1926年に万県事件、1927年には南京事件が勃発したが武力で断固として処断した。

#### 議会勢力の変化

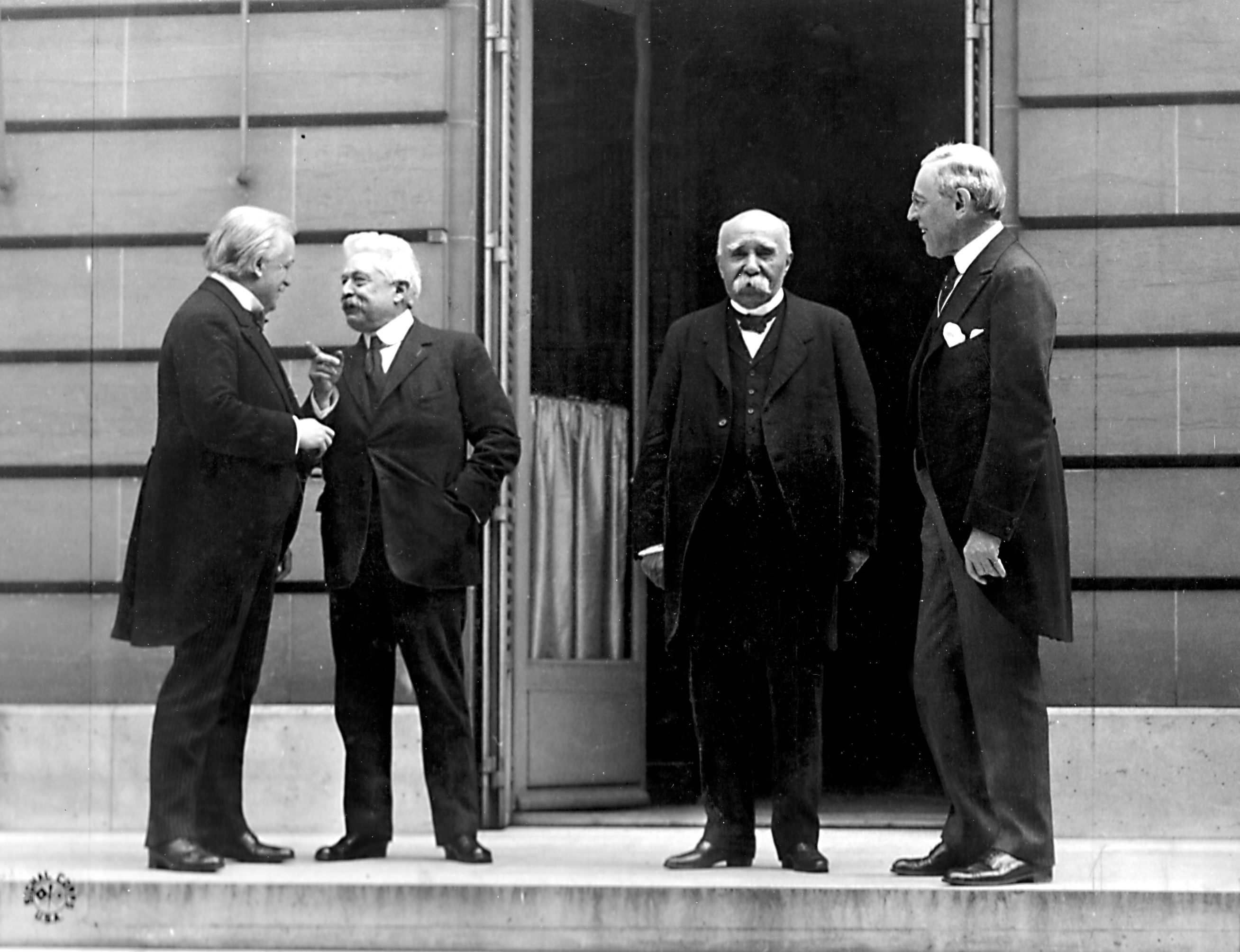
1919年5月27日、パリ講和会議の際の四ヶ国首脳。左からロイド・ジョージ英首相、オルランド伊首相、クレマンソー仏首相、ウィルソン米大統領。

イギリスの国内政治ではロイド・ジョージは第一次大戦終了後直ちに議会を解散し、8年ぶりになる総選挙を実施した。この選挙は戦中イギリスをリードしてきた保守党と自由党の連立派とそれを率いるロイド・ジョージに対する信任選挙となった。この選挙でロイド・ジョージは自分を支持する自由党候補に対しては保守党党首の副署の付いた公認証書(Coupon)を発行したもの、公認証書を得られなかったアスキス派自由党候補の選挙区には公認証書を持った対立候補を送って徹底的に反対派を叩き潰した。このためこの選挙をクーポン選挙という。ロイド・ジョージの連立派が勝利し、保守党、自由党の非連立派が大敗した。連立政権が崩壊した後の1922年の総選挙では、前回選挙以来の分裂を引きずった自由党に対して、保守党が大勝した。自由党の議席数はアスキス派とロイド・ジョージ派を足しても労働党のそれを遥かに下回った。
翌1923年の総選挙で、労働党は191議席と大躍進した。労働党は自由党と連立を組んで、初の労働党首を首班とするラムゼイ・マクドナルド内閣が成立した。この連立政権は翌24年の総選挙で労働党の党勢に陰りが見られたために解消されたが、1929年の総選挙で、労働党が初めて議会内第一党となったことによって第二次マクドナルド内閣が議会の過半数を占めていないながらも発足した。

#### 恐慌への対策

イギリス連邦加盟国

1929年の総選挙によって誕生した労働党政権最大の弱点は、それが少数内閣であり議会内で過半数を維持していないということにあった。1929年にアメリカのニューヨークから発した世界恐慌はイギリスにも襲来した。これが労働党少数内閣を襲う。緊縮財政を強いられたマクドナルドは失業保険の削除など福祉政策に回す予算を削減せざるを得なかったが、これは労働党の存在意義に大きく関わるものであった。事実労働者の権利向上を謳う労働党はこの政策を放棄したとみられ1931年の総選挙で200以上の議席を減らして大敗した。
この選挙結果を受けて労働党内で責任論が噴出し、マクドナルドにそれを求める意見が多かった。1931年にマクドナルドは党を除名され、労働党は従来から掲げてきた労働政策を維持するグループと、マクドナルド派に分裂した。マクドナルド派は保守党、自由党と連立政権を組織し、これを「国民政府」と銘打った。国民政府は金本位制の放棄、イギリス連邦の形成とそれをベースにしたスターリングエリアの形成など矢継ぎ早に経済政策の刷新を行った。イギリスの経済不振は31-32年で底を打ち、以降回復傾向を見せるものの、広大なイギリス帝国の植民地を維持するだけの経済的基盤がもはやイギリスに存在しない事は隠し通せない事実となってしまった。
1935年に総選挙が実施され、労働党国民政府派が退潮し国民政府の首班は保守党党首のスタンリー・ボールドウィンに移行した。一方で野党労働党はこの選挙で党勢を大きく回復させた。以降も保守、自由、労働党国民政府派による国民政府は維持され続けるが国民政府の重要課題は、経済政策からヨーロッパ情勢へとシフトしていく。
また、1936年1月20日にはジョージ5世が死去し、エドワード8世国王が即位した。しかし、離婚歴のある平民のアメリカ人女性ウォリス・シンプソンと結婚するために「王冠をかけた恋」と謳われたほどグレートブリテン王国成立以降のイギリス国王としては歴代最短の在位期間わずか325日で退位し、1936年12月11日に王位継承権第1位だった次弟に譲位することで、ジョージ6世国王が即位した。翌年1937年5月12日、ウェストミンスター寺院にて国王ジョージ6世の戴冠式が執り行われ、日本の皇室からは昭和天皇の弟宮である秩父宮雍仁親王と同妃勢津子夫妻が参列した。なお、この4年後に日英開戦し両国は戦争状態に突入することになる。

#### ヨーロッパ情勢の変化

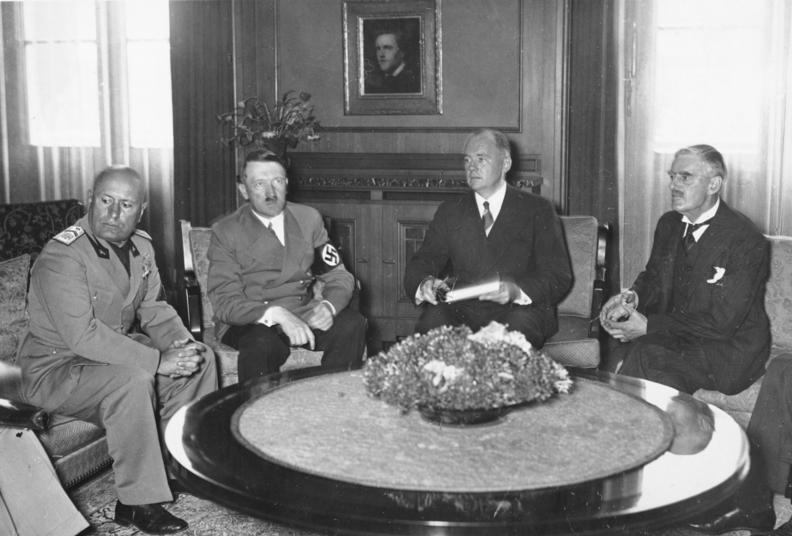
1938年9月29日、ミュンヘン会談においてベニート・ムッソリーニ、アドルフ・ヒトラーとともに行うチェンバレン首相（一番右）

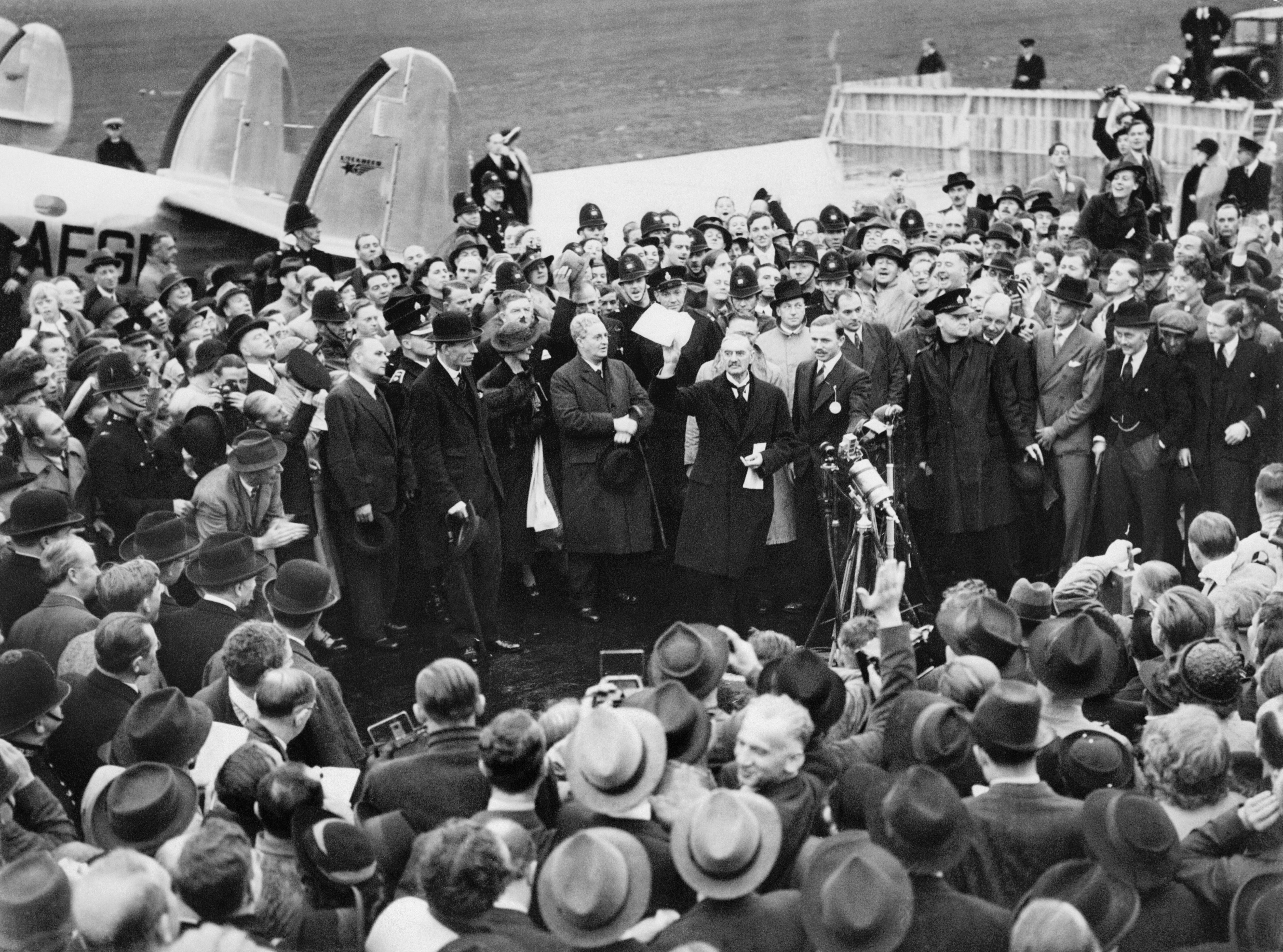
1938年9月30日、ミュンヘン会談からの帰国後に会見するチェンバレン首相

第一次世界大戦で敗戦国となったドイツは、その戦後処理に対して不満を持つ国内勢力が少なくなく、ファシズムの台頭に反映された。ナチスを率いるアドルフ・ヒトラーは戦後協調体制であるヴェルサイユ体制に対してこれの破壊を目指した。イギリスでは第一次大戦の反省からヨーロッパ全土を巻き込む戦争の可能性について強い拒否反応があった。また経済的にも既にイギリス帝国が斜陽しつつあるのは明らかであった。首相のネヴィル・チェンバレンは、これらを背景にナチス・ドイツへの宥和政策を採り続け、再軍備宣言の容認、ザール併合、オーストリア併合の容認などヴェルサイユ体制の崩壊に加担した。
最大の戦争の危機に発展したズデーテンの帰属問題では、1938年のミュンヘン会談においてこれ以上の領土の拡張を行わないことを条件にズデーテンの併合を認めたが、ドイツはズデーテンの併合を皮切りに、チェコの併合、スロバキアでの傀儡政権の樹立など英仏との了解を反故にして領土拡張を続けた。これによって宥和政策を採り続けてきたネヴィル・チェンバレンの評価は下がり、代わって宥和政策に対して警鐘を鳴らし続けていたウィンストン・チャーチルへの待望論が高まりだした。

### 第二次世界大戦

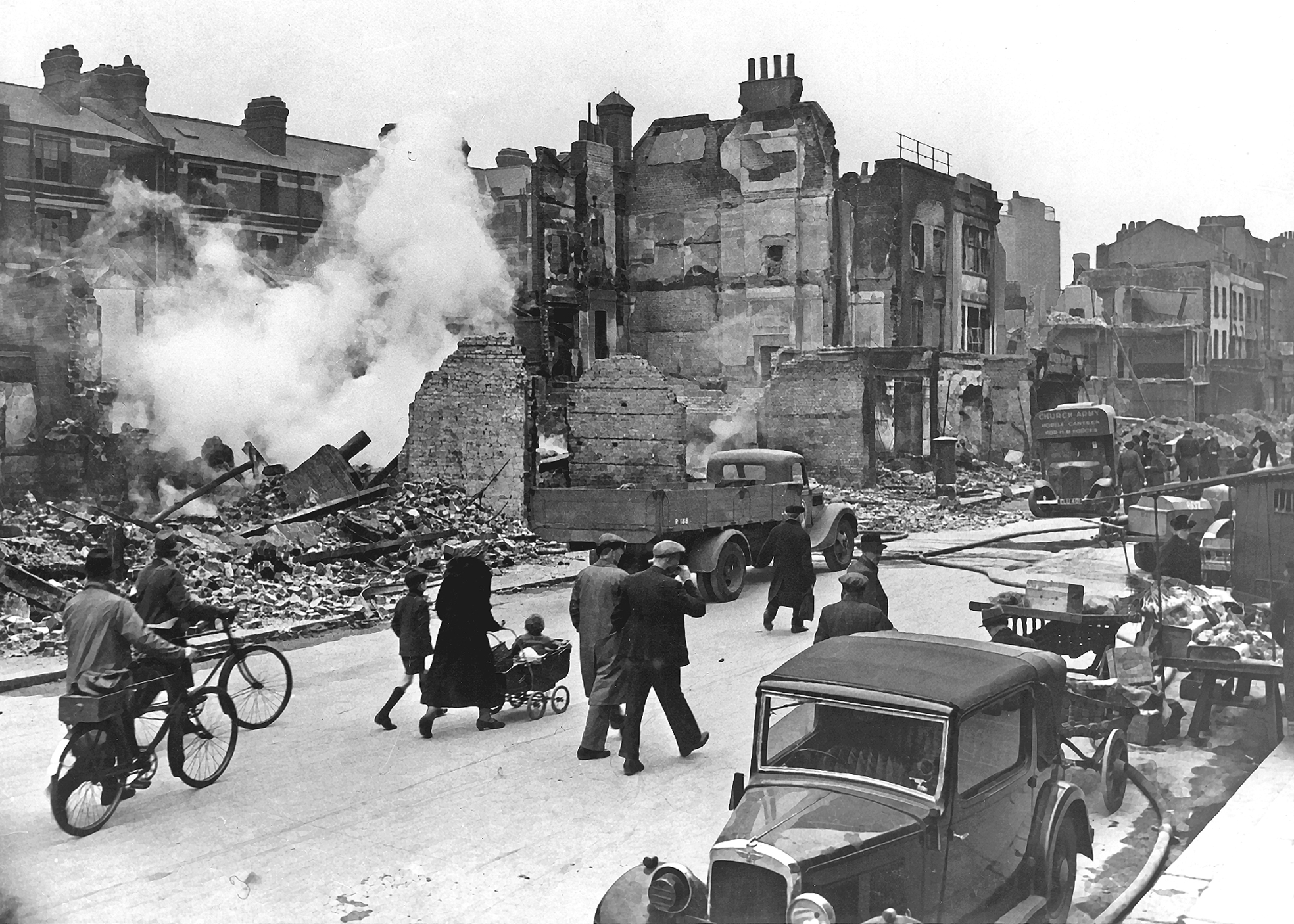
バトル・オブ・ブリテンのザ・ブリッツ、空襲を受けたロンドン

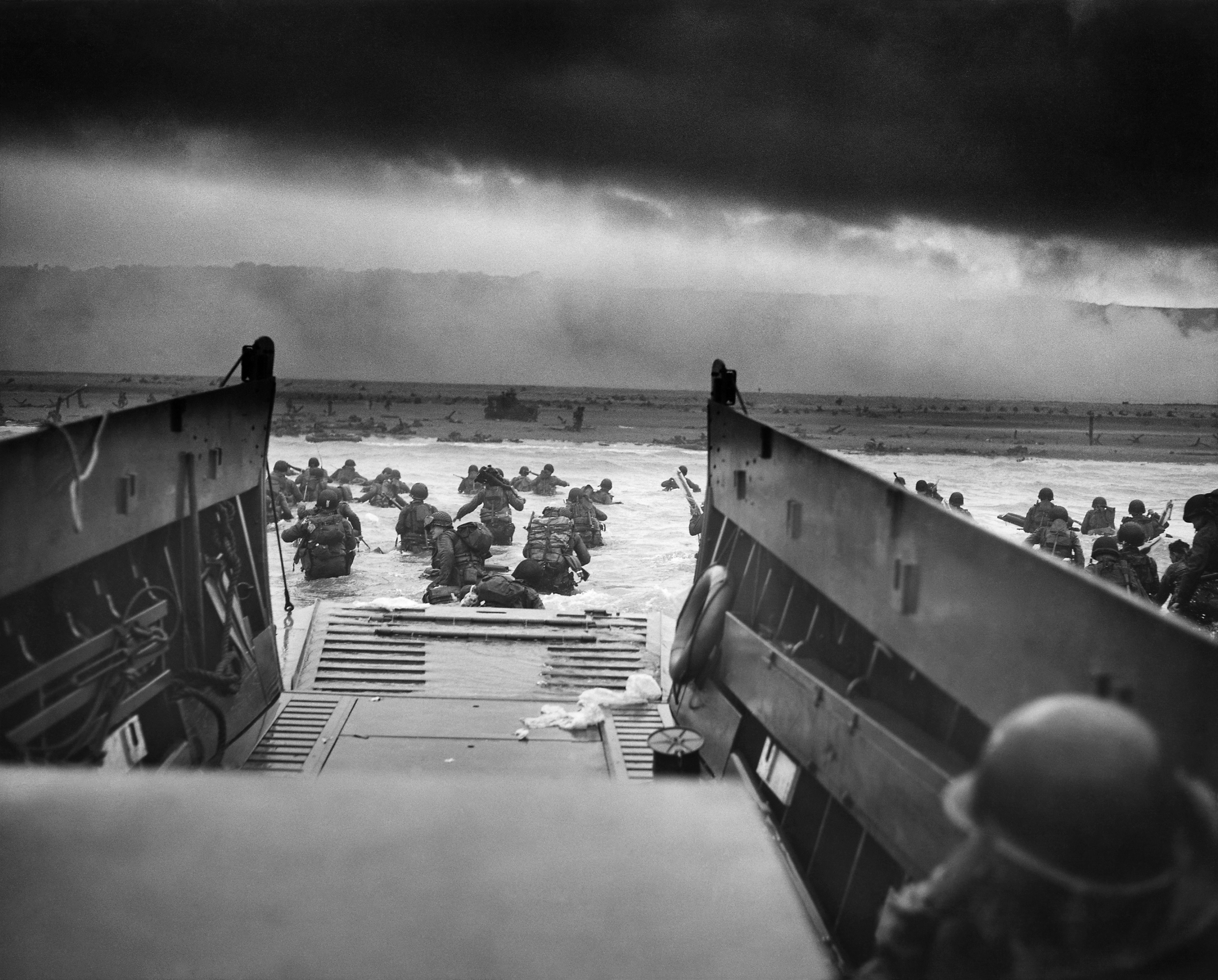
ノルマンディー上陸作戦

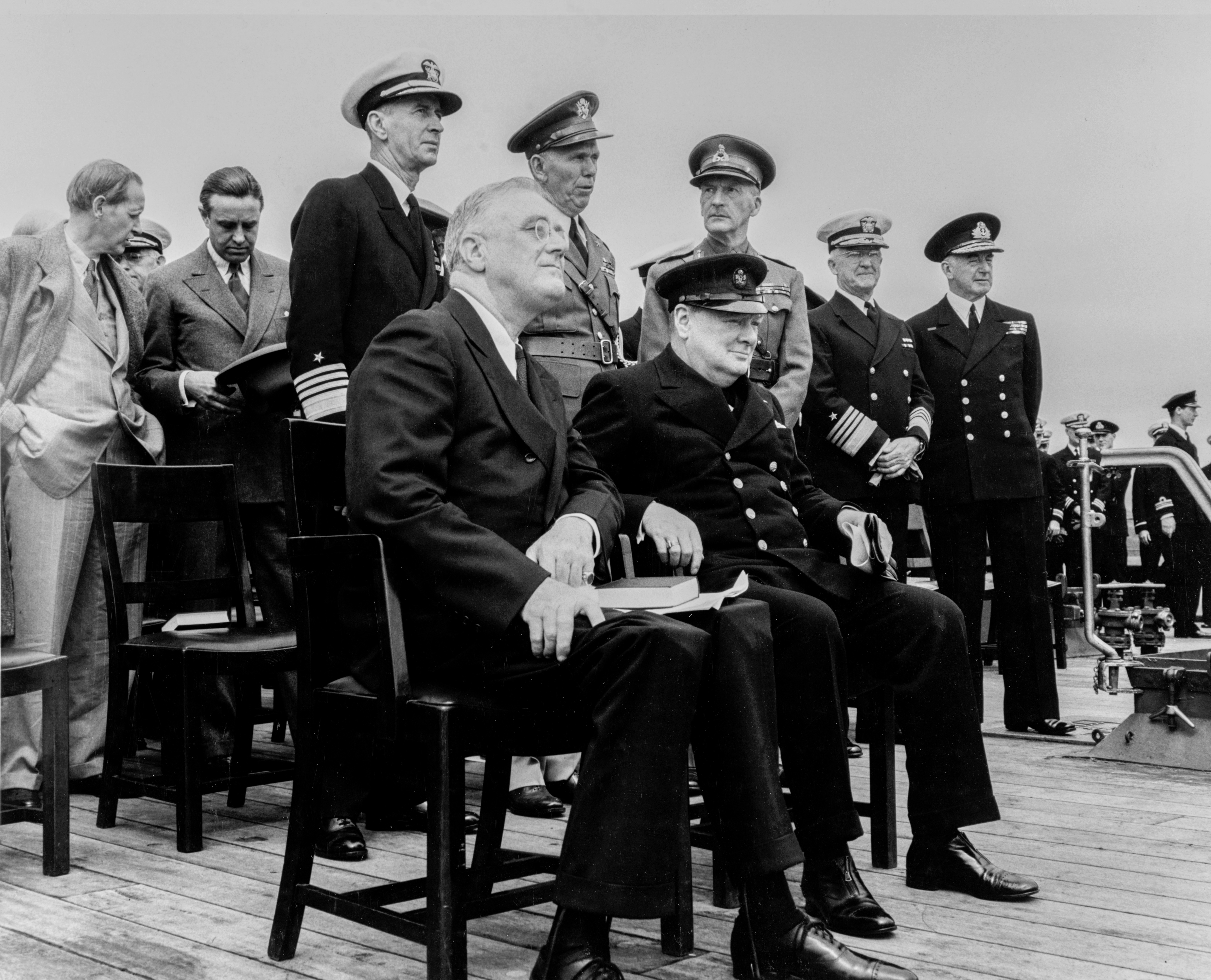
チャーチル首相（最前列右）、大西洋会談において戦艦上でルーズベルト米大統領と共に

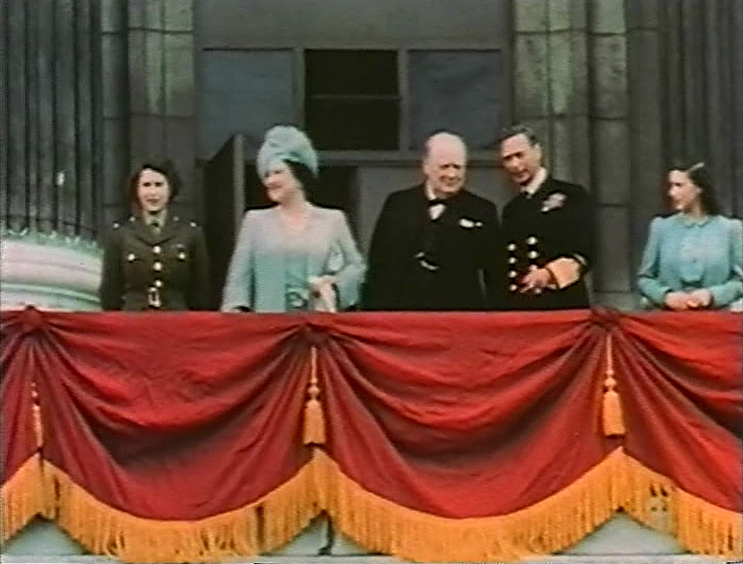
1945年5月8日のヨーロッパ戦勝記念日を受けて、バッキンガム宮殿のバルコニーに立つ国王ジョージ6世一家とチャーチル首相

#### ヨーロッパ

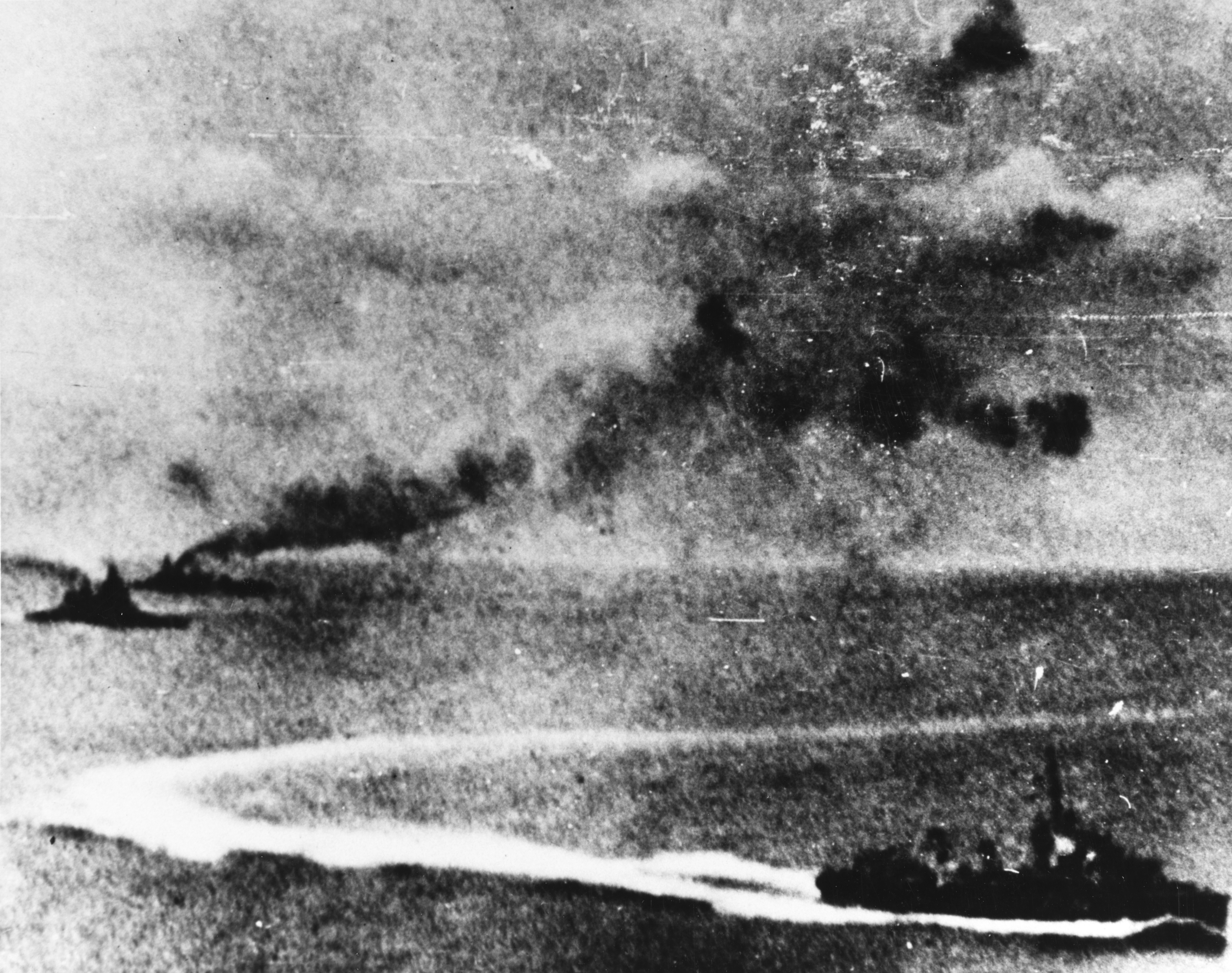
1941年12月10日、マレー沖海戦において日本海軍機の攻撃を受ける英海軍プリンス・オブ・ウェールズ（左手前）、レパルス（左奥）、エレクトラ（右手前）。

1939年9月1日にナチス・ドイツがポーランドへの侵攻を始めるとイギリスはフランスと共に対独宣戦布告を行った。これが第二次世界大戦の勃発である。ネヴィル・チェンバレンは失脚し、代わって首相にウィンストン・チャーチルが就いた。国民政府は解体され、二大政党制の保守党、労働党による戦時内閣（挙国一致内閣）として第1次チャーチル内閣が形成された。
宣戦布告直後にイギリスは再び大陸に遠征軍を派遣し、フランス軍、ベルギー軍と共に共同でドイツ軍の西進を阻むことは確認されたもの、西部戦線は一向に戦端が開かれる気配が見られず、西からの援護を受けられないポーランドは結局見殺しにされる格好になった（まやかし戦争）。結局西部戦線は翌年5月からドイツの主導で戦端が開かれることになった。オランダ、ベルギーから国境を突破したドイツ軍はあっという間に連合軍をイギリス海峡沿岸まで追い詰めた。海まで追い詰められたイギリス軍はダンケルクの戦いで部隊をイギリスに帰還させることに成功するが、首都パリに追い詰められたフランス軍はドイツに降伏するしか道が残されていなかった。こうして早々に大陸に味方がいなくなったイギリスは島国であるために早々とドイツ軍の侵入を許すことはないものの、ヨーロッパで唯一、枢軸国に対峙することを迫られた。
フランスに続いてイギリスへの上陸を狙うドイツと大陸への足がかりをなくしたイギリスとの戦いは、イギリスの地理的な条件と両軍の軍事ドクトリンを背景として大規模な空戦へと移行した。これがバトル・オブ・ブリテンである。当初はドイツ空軍のイギリスへの一方的な攻撃で、首都ロンドンをはじめ大都市は大きな打撃を蒙った。ドイツ軍の攻撃目標がイギリス海峡沿岸に近いところから内陸部へと拡大すると航続距離の短いドイツ軍機に対してイギリスにも反撃のチャンスが巡ってきた。8月末には初めて独首都ベルリンを空襲した。以降ドイツとイギリスの爆撃の応酬になったが、1941年6月22日から始まった独ソ戦により東ヨーロッパにも戦線が開かれるとドイツは早々にイギリス上陸作戦を諦めざるを得なかった。
ここにイギリスとソビエト連邦との間で対ドイツという利害が一致。1941年7月12日、英ソ軍事同盟条約がモスクワで調印された。
1941年8月9日から8月12日に行われた大西洋会談において、チャーチル首相はアメリカの民主党フランクリン・ルーズベルト大統領と共同で調印し、「大西洋憲章」を発表した。
同年12月5日、ドイツ側で対ソ戦を行っていたフィンランド、ハンガリー、ルーマニアの三か国に対し宣戦布告を発表。三か国が対ソ戦線での停戦を求めるイギリスの最後通牒を拒絶したことを受けてのもの。

#### アジア

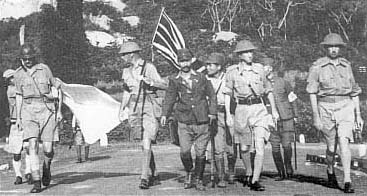
1942年2月15日、シンガポールの戦いにおいて日本軍に対して降伏するイギリス軍

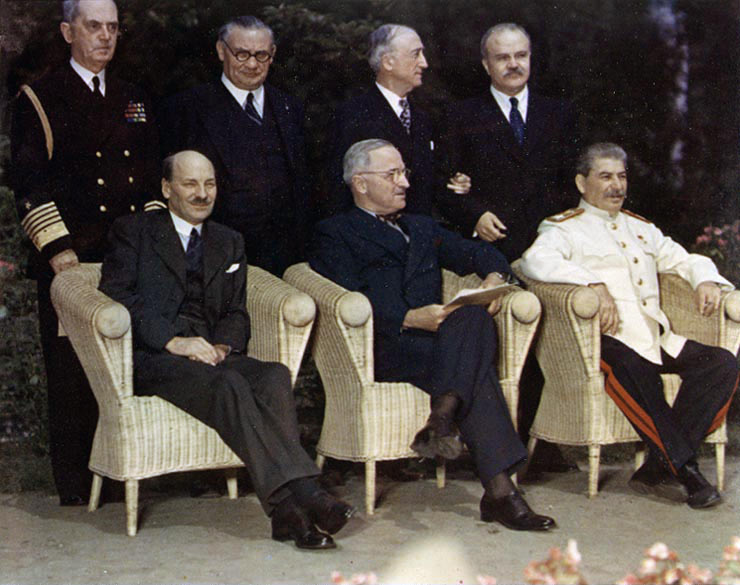
ポツダム会談に集まった3ヶ国首脳。前列左からクレメント・アトリー首相、トルーマン米大統領、スターリンソ連首相。

1941年12月8日に日本が対米英宣戦布告を行うことによって、アジア・太平洋地域での対日戦線が開かれることになった（太平洋戦争/大東亜戦争）。日本軍により早々に香港、マレー半島、シンガポールといったアジアにおけるイギリスの拠点が次々と陥落させられ、ビルマの侵攻を受け、インドを窺う姿勢を取ったことは大きな打撃となった。海戦でもマレー沖海戦では日本海軍の航空機部隊に対して東洋艦隊が壊滅したのはイギリスの海軍力の斜陽を示すことになった。
第一次大戦の主要戦線がヨーロッパに限定されたのに対し、第二次大戦では東アジア、東南アジア、南アジアでも大規模な戦線が開かれた。これはイギリスの用兵に大きく影響した。第一次大戦では多数の英印軍、オーストラリア軍及びニュージーランド軍からなるANZACが大規模にヨーロッパ戦線に投下された。一方、第二次大戦では、ビルマ戦線に英印軍を投下することを余儀なくされ、又インドの離反の備えも必要とした。オーストラリアも開戦初期にダーウィンを日本軍に空襲されると危機感が煽られ結局オーストラリア軍の大部分をオーストラリアに帰還させなければならなかった。
ただし、このようにしてイギリスがアジア戦線に投下した兵力も連合軍の主力になり得ることは無かった。この方面の反撃は専らアメリカ軍に委ねられることになった。

#### アメリカ合衆国の欧州戦線への参戦・大戦での勝利
チャーチルは1941年12月の真珠湾攻撃以前からアメリカ合衆国の大戦参加を要求していたが、米国の当時民主党フランクリン・ルーズベルト大統領は大戦への参加には終始及び腰であった。
しかし、日本の対米英蘭宣戦布告に伴って、独伊も対米宣戦布告をしたことはイギリスにとって「渡りに船」であった。これによってアメリカ合衆国はヨーロッパ戦線への参戦が可能になりイギリスは直接支援を得ることができる相手を見つけることができた。目下の目標は北アフリカ戦線の攻略であり、将来的な目標は西部戦線の復活であった。
1943年5月までに北アフリカ戦線は終結し、8月には地中海を越えてシチリアに上陸、9月にはイタリア半島本土に取り付くことに成功した。本土への連合軍上陸を許したイタリアは9月8日に無条件降伏した。但しベニート・ムッソリーニは北部に逃れたため、ドイツ軍の支援によってイタリア戦線は継続された。
続いて西部戦線の復活が具体的に検討され始めた。1942年から1943年にかけて予備的な上陸作戦が行われた後、1944年6月6日に英米軍を主体としたノルマンディーへの大規模な上陸作戦が計画され、ノルマンディー上陸作戦が実行された。これによって西部戦線が復活し、ナチス・ドイツを劣勢に追い込み東西両方から挟み込む体制が確立した。以降戦争は急激に連合軍優位に進展していくことになった。8月末には仏首都パリを開放、9月初めにはアントウェルペンを解放しヨーロッパ西部の戦線は急激に拡大していった。1945年4月には独ソ戦においてソ連軍がベルリンに侵攻、独裁者アドルフ・ヒトラーはベルリン地下壕で自殺し5月8日にナチス・ドイツは連合軍に対し無条件降伏した。そして、ドイツはナチ党政権が事実上崩壊し、米英仏ソ四ヶ国による連合軍軍政期に入った。
アジア・太平洋戦線でも、物資、工業力に勝るアメリカ合衆国がイギリスを置いて優位に戦線を展開し、米大統領ハリー・S・トルーマン、英首相クレメント・アトリー政権下の1945年9月2日には連合国に対するポツダム宣言受諾の調印がなされ、日本も無条件降伏した（日本の降伏）。

## 第二次世界大戦後

### 戦後国内政治の体制
イギリスでは第二次世界大戦終了直後に保守党と労働党の挙国一致内閣が解消され、チャーチル率いる保守党政権は選挙管理内閣となった。1945年7月に行われた戦後初の総選挙においてクレメント・アトリー率いる労働党が勝利した。イギリスの憲政史上初めて労働党が議席の過半数を占有し、アトリーはこれを背景にして安定した労働党単独政権を組織することができた。自由党はこの選挙において決定的に失落し、以降イギリスの二大政党制は、保守、自由の二大政党制から保守、労働の二大政党制へ完全に移行した。なおこの政権交代はポツダム会議の会期中に行われたため、アトリーはチャーチルに代わってポツダム会議に参加することになった。
労働党による戦後再建策は大きく分けて2つあり、1つは「ゆりかごから墓場まで」と言われる「大きな政府」による福祉国家政策と、石炭、鉄道、通信など基幹産業の国有化であった。これらの政策は、この時点では第二次世界大戦において壊滅的な打撃を蒙ったイギリスの復興に対して、一定の効果を持っていたと評価される。また労働党政権はインド、ビルマ（ミャンマー）、セイロン（スリランカ）などの独立が容認され植民地帝国が崩壊する契機になった。

### 帝国の崩壊

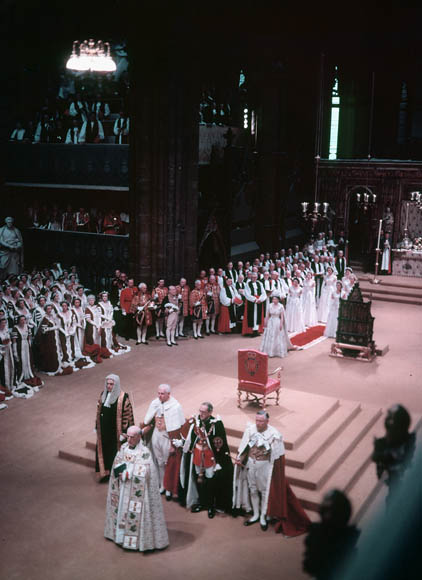
1953年6月2日、ウェストミンスター寺院でのイギリス女王エリザベス2世の戴冠式。

第二次大戦中イギリスは帝国内で最大規模の人口を誇る植民地インドに対して、ヨーロッパ、太平洋で複数の戦線を維持し、又城内平和を維持するため戦後インドの地位に対して大幅な譲歩をせざるを得なかった。イギリス政府は1947年にインド独立法を承認し、インドとパキスタンの独立を、翌1948年にはセイロン（スリランカ）の独立を承認した。又大戦中に日本の支配下にあったビルマ、マレーでもイギリス支配下に復することに混乱が見られ、1948年にビルマ（ミャンマー）の1957年にマレーシアの独立を承認した。
1951年10月26日にアトリーが失脚し、労働党から保守党へ政権交代され、チャーチルが首相に再任した。
またこの間、1952年2月6日に国王ジョージ6世が病弱にして満56歳で死去し、1701年旧王位継承法に基づき長女(第1子)のエリザベス王女が王位を継承し、エリザベス2世女王としてイギリス国王（ウィンザー朝第4代君主）に即位した。翌年の1953年6月2日、ウェストミンスター寺院においてイギリス女王エリザベス2世の戴冠式が執り行われた（日本からは、皇太子明仁親王が昭和天皇の名代として参列）。
1960年代に入るとフランス領西アフリカの独立要求を期に植民地支配下のアフリカ諸国の独立運動が活発化し、1960年にナイジェリアが、1962年にウガンダが、1963年にケニアが、1964年にマラウイとザンビアがイギリスから独立を宣言した。又1961年に南アフリカが、1966年にローデシアがアパルトヘイト維持のためイギリスからの独立を宣言した。
1955年4月6日にチャーチルが失脚し、彼の政権下で外相を務めたアンソニー・イーデンが首相に就任した。
1956年にはエジプトがスエズ運河の国有化を宣言し、同地帯を占領したためイギリス、フランス、イスラエルとの間で戦闘が勃発した。これが第二次中東戦争（スエズ危機）である。英仏は国際世論の支持を得られなかったためスエズから撤退し、地中海と紅海を結ぶスエズ運河の利権を喪失した。
1968年1月にイギリスはスエズ以東から軍事的に撤退することを発表した。これに伴い、1971年にバーレーン、カタール、アラブ首長国連邦がイギリスから独立した。その後、帝国が崩壊しつつもイギリスは軍事的影響力を維持し1982年にアルゼンチンとの間でフォークランド紛争を戦っている。
残る最大のイギリス植民地は香港だけになったが、これも1984年にサッチャー首相と鄧小平中華人民共和国中央軍事委員会主席の間で行われた英中首脳会談で新界の租借期限が満了を迎える1997年に割譲地も含めて一斉に中国に返還されることになった。香港を返還したことで、イギリスは主要な植民地のほぼ全てを喪失することになった。

### 冷戦下のイギリス

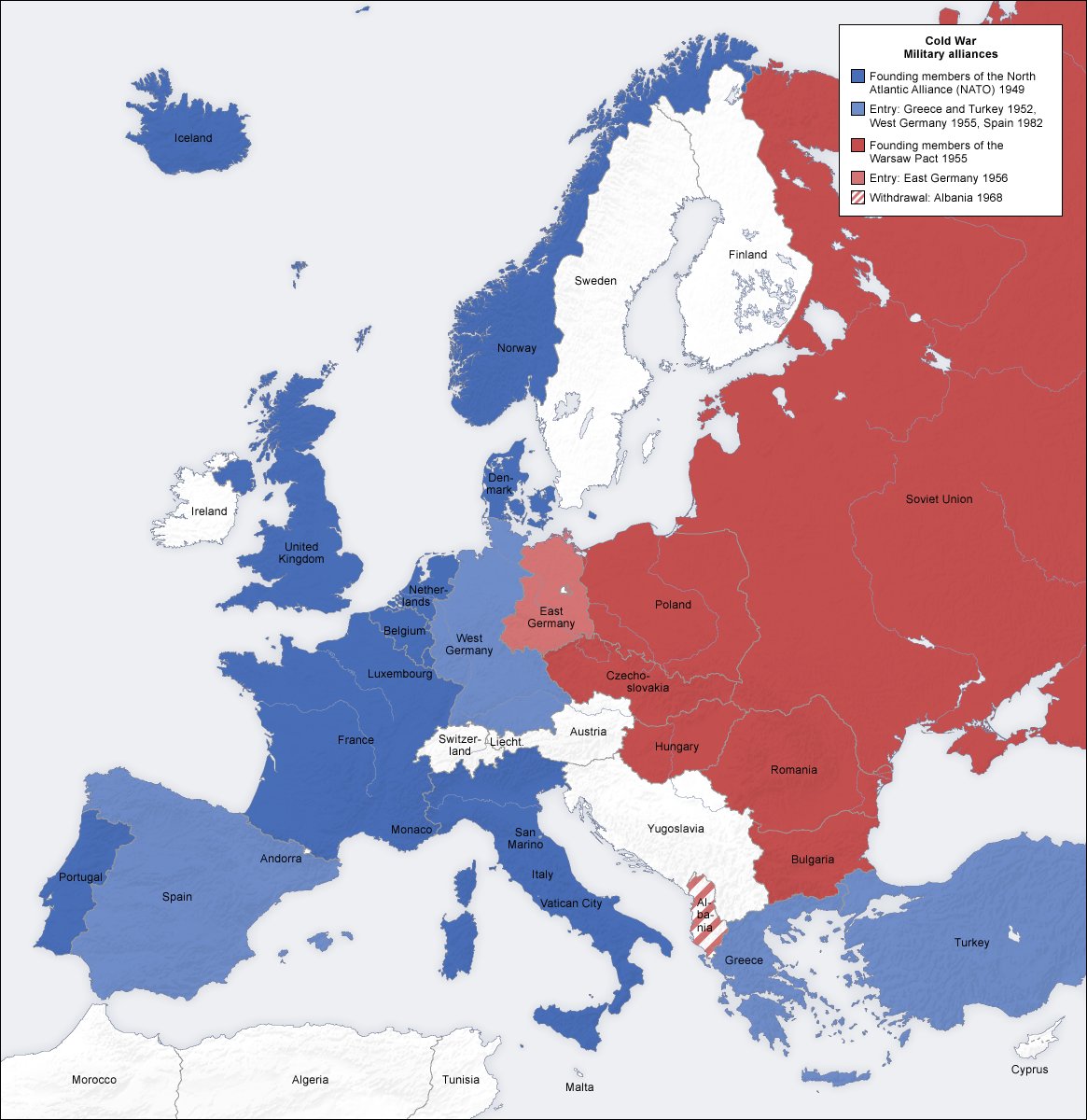
冷戦下の東西ヨーロッパ

第二次世界大戦終結後、ヨーロッパは自由主義国家群の西ヨーロッパと、社会主義国家群による東ヨーロッパの2つに分裂した。この状況を指して「バルト海のシュテッティンから、アドリア海のトリエステまで、ヨーロッパを分断する鉄のカーテンが下ろされている」と言ったのはチャーチルである。東ヨーロッパの盟主はソビエト連邦（ソ連）であったが、もはやイギリスに西ヨーロッパのリーダーとなる国力はなかった。西ヨーロッパの戦後復興をリードし、自由主義陣営の盟主となったのはアメリカ合衆国であった。1947年のトルーマン・ドクトリンとマーシャル・プランがアメリカからヨーロッパに提唱されたことは、西ヨーロッパにおいてアメリカの存在が不可欠であることを如実に示していた。このアメリカを筆頭とする資本主義・自由主義陣営である西側諸国と、ソ連を筆頭とする社会主義・共産主義陣営である東側諸国の、直接戦火を交えない対立が冷戦である。以降1989年までのイギリス史は、基本的にこの冷戦の枠組みの中で進展していくことになった。
1949年、西ヨーロッパの新しい安全保障の枠組みとして北大西洋条約機構（NATO）が発足した。イギリスはこれに原加盟国として参加し、アメリカの「核の傘」の中に入ることになった。また、イギリス自身も1952年に独自の核兵器保有を実施している。

#### 戦後内政の改革
ハロルド・マクミラン、アレック・ダグラス＝ヒュームと保守党政権が続き、1964年10月16日にハロルド・ウィルソンが首相に就任し、アトリー以来13年ぶりに労働党が政権に復帰する。
1969年にイングランド、ウェールズ、 スコットランド、1973年に北アイルランド、1998年に死刑制度が完全に廃止された。
ウィルソン労働党政権下で、妊娠中絶の合法化、死刑制度の廃止及び男性同性愛（ゲイ）の非刑罰化（ソドミー法の廃止）を含む社会的改革がなされ、通貨ポンドの平価切り下げや、日本の放送大学の模倣ともなった通信制公立大学であるオープン大学の設置などの政策が実施された。

#### サッチャリズム

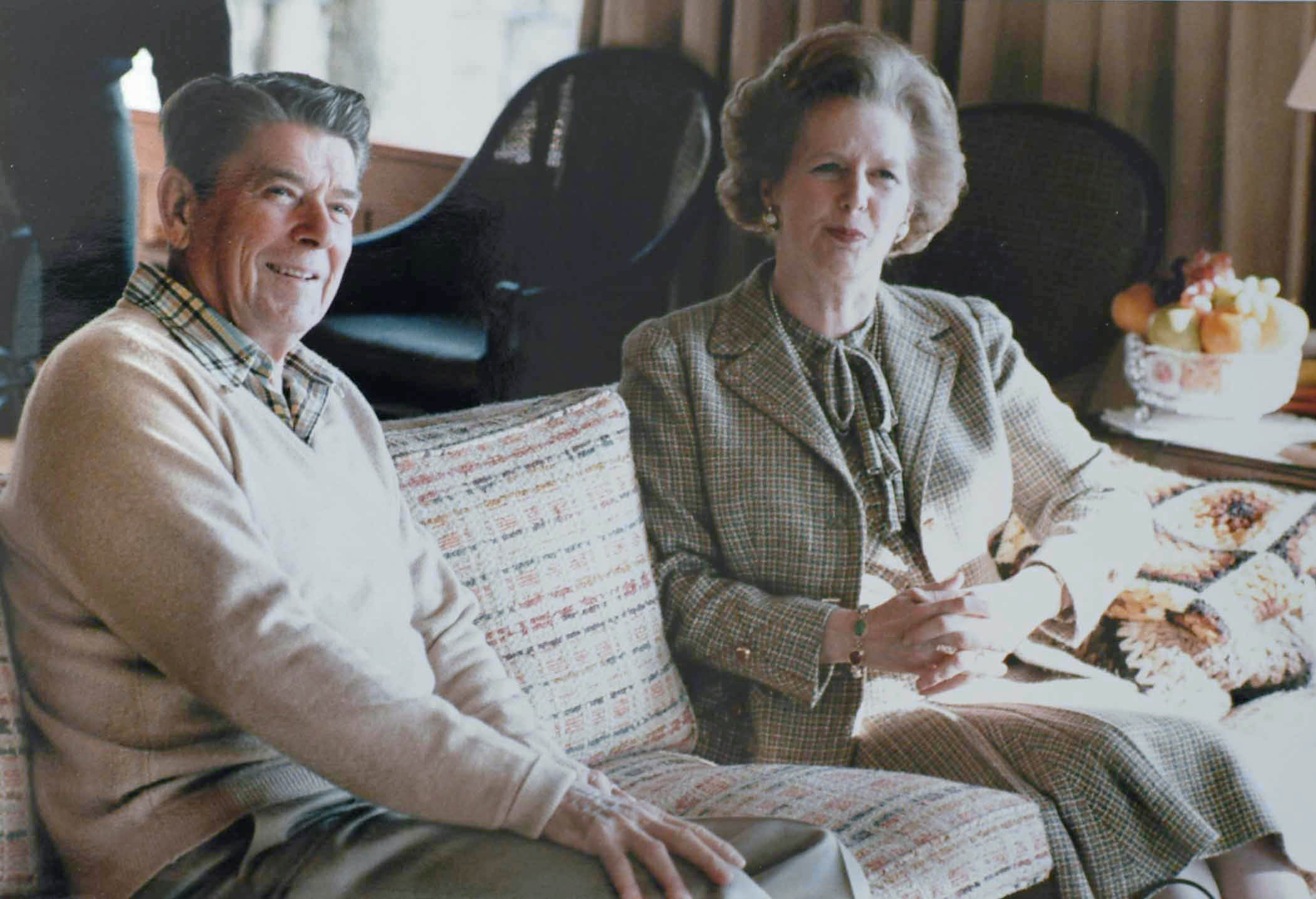
1984年12月22日、イギリス政治史上初の女性首相で「鉄の女」とも称されたマーガレット・サッチャー（右）、ロナルド・レーガン米大統領と。

その後、保守党のエドワード・ヒース、ウィルソン（再任）、ジェームズ・キャラハンと2人続けて労働党政権が続いた。
戦後イギリスで行われた福祉国家制度と基幹産業の国有化政策にもかかわらず、旧態依然とした階級制度は残り、生産設備の老朽化と相まってイギリスの経済活力が失われた。1970年代には「英国病」、「ヨーロッパの病人」と呼ばれるほど経済状況が悪化した。これに追い討ちをかけたのが1973年に勃発したオイルショックで、イギリス経済は大打撃を蒙った。この状況を改善することを期待されて登場したのが、1979年の総選挙で大勝した保守党党首マーガレット・サッチャーである。
1979年5月4日に就任したサッチャー首相は「小さな政府」（＝自由主義国家論）を目標とし、規制緩和や福祉制度見直しなどの大胆な改革を実施した。また、野党の労働党左派や労働組合を狙い撃ちに、戦後国有化された基幹産業の民営化、炭坑の閉鎖、大ロンドン市の解体、福祉制度の圧縮に乗り出した。これを1980年代に入って模倣し、通信、専売、国鉄の3事業の民営化に乗り出したのが日本である。
サッチャリズムの結果、失業率は激増し、リヴァプールなど工業地帯の都市はどん底の状態に陥った。こうしたサッチャーの政治姿勢を新自由主義もしくはサッチャリズムと呼ぶ。なお、1980年代にはイギリスの製造業が衰退した反面、北海油田の生産が伸び、オイルショック後の原油輸出価格の高騰により産油国イギリスの対外収支は黒字になった。
又サッチャーは対外的にも強硬的な姿勢を示した。1982年のフォークランド紛争はその一端で、フォークランド諸島を占領したアルゼンチン軍に対し、すぐさま陸海空軍を出動させフォークランド諸島を奪還した。これにより一時落ち込んでいたサッチャーの支持率は盛り返したと言われる。又当時のアメリカ大統領ロナルド・レーガンに協調し、ソビエト連邦のアフガニスタン侵攻に反発して新冷戦と呼ばれる状況を作り出した。

#### 北アイルランド問題
第一次世界大戦後、北アイルランドをイギリスに残留させるということでアイルランド問題は一応の決着を見た。しかしイギリスに残留した北アイルランドではアイルランドが統一されていないことに対する不満が燻り続けており、これは英愛条約直後から潜在的に存在していた。これが一連の北アイルランド問題に連続する。
これらの不満が顕在化するのは第二次世界大戦後である。アイルランド共和軍(IRA)が活発化し、1950年代以降20世紀を通じてIRAによるテロ活動が頻発した。一方でイギリスは武力の行使によってこれに対抗し、1972年にはロンドンデリーでのデモに発砲し13人の犠牲者を出す事件が発生した。これが血の日曜日事件である。双方が感情的になったことで北アイルランド問題は泥沼化し、IRAは冷戦の対立構造の中で、バスク祖国と自由(ETA)や赤い旅団と連動しながらテロを繰り返し、一方のイギリスは強硬に対決するなど解決の糸口を見出せない状態が20世紀末まで続いた。
冷戦の終結は北アイルランド問題にも解決の兆しを見せた。1994年にIRAは一方的な停戦宣言を発し、イギリスはこれを歓迎した。トニー・ブレアが政権に付いた1998年には和平合意となるベルファスト合意が締結された。

### 冷戦後

#### 地域化、EFTAの結成からEC加盟へ
ヨーロッパ大陸では1951年、フランス、ドイツ、イタリア、オランダ、ベルギー、ルクセンブルクの6カ国によって欧州石炭鉄鋼共同体が発足、1957年にはこれをベースとしてヨーロッパ経済圏の確立を目指す欧州経済共同体（EEC）が成立した。イギリスではこれに対抗して1959年、スウェーデン、ノルウェー、デンマーク、オーストリア、スイス、ポルトガルの7カ国で欧州自由貿易連合（EFTA）を結成した。EFTAは域内での自由貿易が目的であったが、フランス、ドイツなどのヨーロッパの先進工業地域、経済的な中心地はEECに押さえられていた。又1967年、欧州石炭鉄鋼共同体、ヨーロッパ経済共同体に欧州原子力共同体を統合して欧州共同体（EC）が誕生すると、ヨーロッパ中心部に巨大な関税同盟とマーケットが出現し、「イギリスもECに加わるべきである」とする議論が活発になった。これはイギリスの国論を二分する激しい議論となり、ECの経済的優位性に魅力を感じる賛成論に対してイギリスの経済的な独自性を維持すべきであるという反対論が存在した。1973年、イギリスはデンマークと共にEFTAを脱退、ECへの加盟を果たした。この時イギリス、デンマークと共にアイルランドもECに加盟し、これはヨーロッパ共同体の拡大の始まりとなった。ただしこれでイギリスのEC加盟が確定したわけではなく、EC加盟後の1975年にEC加盟の是非を問う国民投票を行って初めて確定した。
以降も、ECは拡大を続けた。1989年に冷戦が終結するとECという地域連合は、東欧革命なども発端となり西ヨーロッパだけではなく旧東側諸国のヨーロッパ全域における政治、経済の統合に向かって一層の弾みがつけられた。1993年にECは欧州連合(EU)に発展した。EUはヨーロッパにおける政治、経済の統合を目指して様々な方針を打ち出した。ヨーロッパを単一の市場とみなして、人、モノ、お金の流通を自由化するという方針は経済分野での統合の最たるものである。このうちお金に関しては、1992年からヨーロッパ単一通貨の導入を目指した動きが始められた。この運動は2002年に導入されたユーロとして結実する。イギリスはユーロ導入に当たって、保留権を行使し独自通貨であるイギリス・ポンドを維持している。また、EU内の人の国境を超える移動の自由化（パスポートやビザなど出入国手続き不要）を保障したシェンゲン協定にも署名していない。

#### 労働党政権

2004年11月12日、ホワイトハウスにてジョージ・W・ブッシュ米大統領と握手するトニー・ブレア首相（左）。

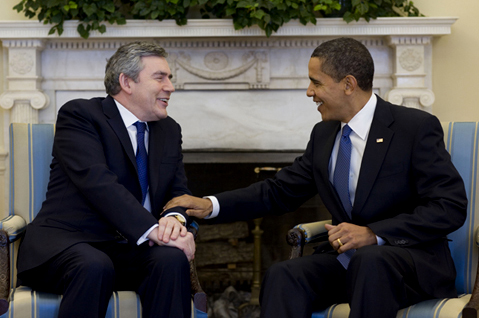
2009年3月3日、ホワイトハウスにてバラク・オバマ米大統領と会談するゴードン・ブラウン首相（左）。

冷戦の末期を強力に指導した保守党政権は、冷戦の終了後も政権党としてあり続け、1990年11月28日のサッチャー失脚によりジョン・メージャー首相が後任に就いたが、1997年の総選挙で労働党に大敗してトニー・ブレア首相が誕生するまで政権を握り続けた。
1997年に誕生したブレア労働党政権は、それまでの福祉政策の見直しを図り、リベラルな方向性を示しながらも左派中道と呼ばれる政策に大きく転換してきた。通称、「第三の道」とも呼ばれたこの政策はイギリス国内において中間層の拡大を反映しており、2大政党のそれまでの政策の大きな相違は徐々に消滅しつつある。1998年にはベルファスト合意を結び、IRA暫定派と和平の合意が成立した。
2001年9月11日にアメリカ同時多発テロ事件が発生するとブレア政権はアメリカの共和党ジョージ・W・ブッシュ大統領政権支持を表明し、これに続くアフガニスタン戦争と2003年のイラク戦争に対してイギリス軍部隊派兵を含めた積極的な支援を行った。2005年9月にはバスラにおいてイラク警察に拘束された英兵を拘置所から奪還し、騒乱に繋がった。
ブレア政権で財務大臣を務めたゴードン・ブラウンが2007年6月24日開催の英国労働党大会で党首に選出され、同年6月27日にブレアの後任としてイギリス首相に就任した。

#### 保守党と自由民主党の連立政権

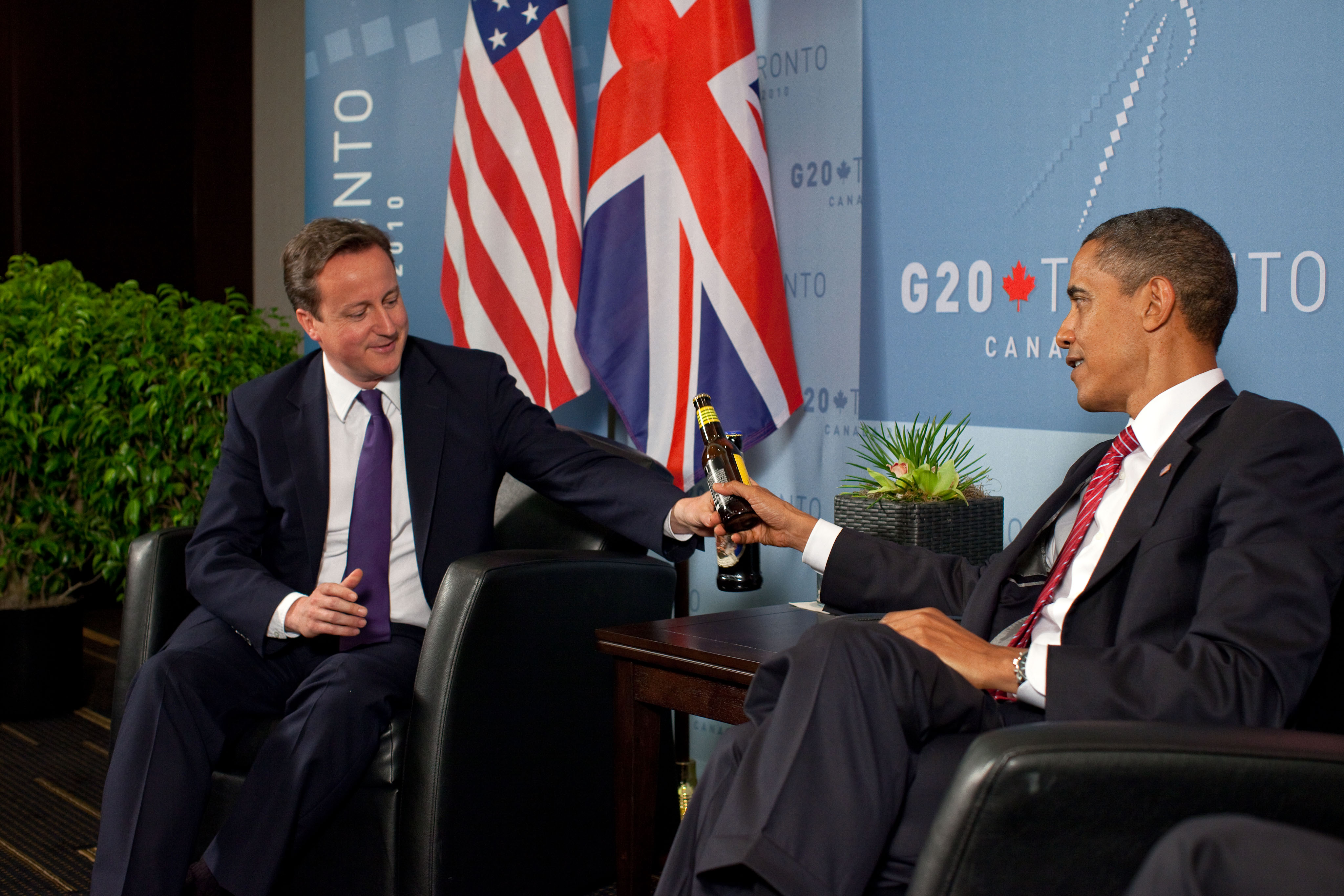
2010年6月26日、カナダのトロントで開催されたG20サミットで、バラク・オバマ米大統領と会談するデーヴィッド・キャメロン首相（左）。

2010年5月11日、総選挙結果の責任を取る形でブラウン首相が辞任し、13年に及ぶ労働党政権に幕を引き、メージャー政権以来保守党が政権与党に返り咲き、政権交代でデーヴィッド・キャメロン首相が誕生した。
2011年11月30日、保守党・自由民主党連立政権が推し進める「年金改革」に反対して、ユニゾンなどの公務員関係の30労組は、30日午前0時1分から24時間ストに入った。ストには、200万人の参加が見込まれ、全国で約1000のデモ、集会が行われ、市庁舎や図書館、職業安定所、病院前にピケが張られる予定である。1926年以来最大規模の行動となる。イングランド地方では9割の学校が休校となり、救急を除く病院業務、空港の入国管理、地方行政などに影響が出る予想。BBC（イギリス公共放送）の世論調査では国民の61％がストを支持しているという。ロンドンでは25,000人が、イングランド、ウェールズでは地方公務員2,100,000人のうち670,000人がストに参加した。
2011年のパース協定に従い2013年に改正王位継承法が制定され、イギリス王位継承順位に関して1701年旧法の「兄弟姉妹間男子優先長子相続制」から「兄弟姉妹間絶対的長子相続制（ただし、2011年10月28日以降に誕生するイギリス王位継承資格を有する人物に限る）」に改正され、2015年3月26日に施行された。
2014年からは、同性結婚が合法化された。
2012年に即位60周年「ダイヤモンド・ジュビリー（Diamond Jubilee of Elizabeth II）」を迎えたエリザベス2世女王だが、2007年には高祖母たるヴィクトリア女王を抜いてイギリス史上最高齢の君主となった。また、2015年1月23日にはサウジアラビア国王のアブドゥッラー・ビン・アブドゥルアズィーズが90歳で死去したことにより、88歳(当時)で、存命する在位中の君主の中で世界最高齢になり、さらに2015年9月9日には、在位期間が63年と216日となり、同じくヴィクトリア女王を抜いてイギリス史上最長在位の君主となったが2022年9月に崩御。

#### EU（欧州連合）からの離脱：ブレグジット（Brexit）

欧州連合（EU）の旗。
2020年2月1日以降、イギリスはEU加盟国ではなくなった。

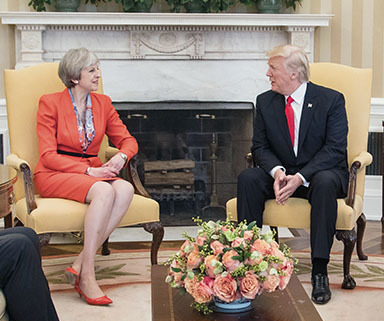
2017年1月27日、ホワイトハウスにて就任直後のドナルド・トランプ米大統領と会談するテリーザ・メイ首相（左）。

2016年6月23日にイギリスの欧州連合離脱是非を問う国民投票が実施されその結果、僅差をもって離脱賛成派が過半数を占めたため、イギリスの欧州連合離脱（通称：ブレグジット/Brexit）が決定された。
これを受けて、キャメロン首相兼保守党党首が責任を取る形で辞任を表明し、2016年7月13日にキャメロン政権で内務大臣を務めたテリーザ・メイが、サッチャーに続く2人目のイギリスの女性首相兼保守党党首として就任した。キャメロン政権で外務大臣を務めたフィリップ・ハモンドを財務大臣に充て、ハモンドの後任として外務大臣にボリス・ジョンソン前ロンドン市長を起用した。
メイ政権は、それまでのエネルギー・気候変動省を新設したビジネス・エネルギー・産業戦略省へ吸収する代わりに新たに欧州連合離脱省を設置し、主にEU離脱問題を担当する閣僚ポストとして、欧州連合離脱大臣を新設した（第1次メイ内閣）。EU離脱により、英領北アイルランドとアイルランドの通関が復活すると、北アイルランドの民族主義者（アイルランド帰属派）との紛争が激化することを恐れた。そこでEU部分残留を可能にすることで、通関を不要にしたものだが、保守党内の強硬な離脱派などが反発し造反者が出たことが原因となり、2019年1月15日、ブレグジット（EU離脱）に関してEUとまとめた協定案が議会下院で、大差により否決された。一方、労働党が提出した内閣不信任案も、1月16日に僅差で否決され、メイ政権は続投することになった。
2019年5月24日、欧州連合（EU）からの離脱が行き詰まっていることを受け、メイ首相は退陣を表明。6月7日に党首を辞任後、後継就任まで党首代行として首相職に留任し、7月24日に第2次メイ内閣総辞職、ボリス・ジョンソンが首相（兼保守党党首）に就任し第1次ジョンソン内閣が成立した。
2019年イギリス総選挙では保守党が庶民院の過半数の議席を獲得した。
2020年1月9日、イギリス議会下院庶民院（定数650）は、欧州連合（EU）からの離脱のために必要な離脱関連法案を採決した。賛成330票、反対231票の賛成多数で可決した。これで法案は下院を通過。月内に上院でも承認され、成立する見込みで、1月末の離脱は事実上確実となった。離脱の方針が決まった2016年6月の国民投票から約3年半に及んだ混迷に、ようやく収束への道筋がついた。関連法案は、離脱条件を定めたEUとの協定案の批准に必要な法律。欧州議会も月内に協定案を承認する見通しで、英EU双方の批准完了によって英国の離脱が実現する。結果として英国は2020年1月31日午後11時(GMT)(日本時間同年2月1日午前8時)、欧州連合(EU)から脱退した。こうして2016年6月23日の国民投票以後3年半の期間を要して、1973年のEC（旧：欧州共同体、EUの前身）加盟以来の約46年に及んだイギリスのEUメンバー国としての地位に幕が下ろされた。ただし、EUとの現状の経済関係は2020年12月末まで継続する「移行期間」に入ったという状況下である。
ジョンソン首相はEUから早期に「完全離脱」するため、2020年12月末までにEUとの自由貿易協定（FTA）締結を目指しており、移行期間の延長は不要と判断。関連法案に移行期間の延長を禁止する条項を盛り込んだ。ただ、EUが過去にFTA締結に数年かかった例もあり、2020年12月末までに交渉をまとめるのは困難が予想される。ジョンソン政権が12月末までにEUとFTAを締結できない場合、英EU間の貿易は世界貿易機関（WTO）の規則に沿って行われ、関税が発生する恐れがある。
2020年1月より、中華人民共和国の湖北省武漢市から世界中に流行拡大した新型コロナウイルス感染症（COVID-19）がイギリスにも流行拡大しその対策に追われる（イギリスにおける2019年コロナウイルス感染症の流行状況）。

#### エリザベス2世女王の崩御とチャールズ3世国王の即位

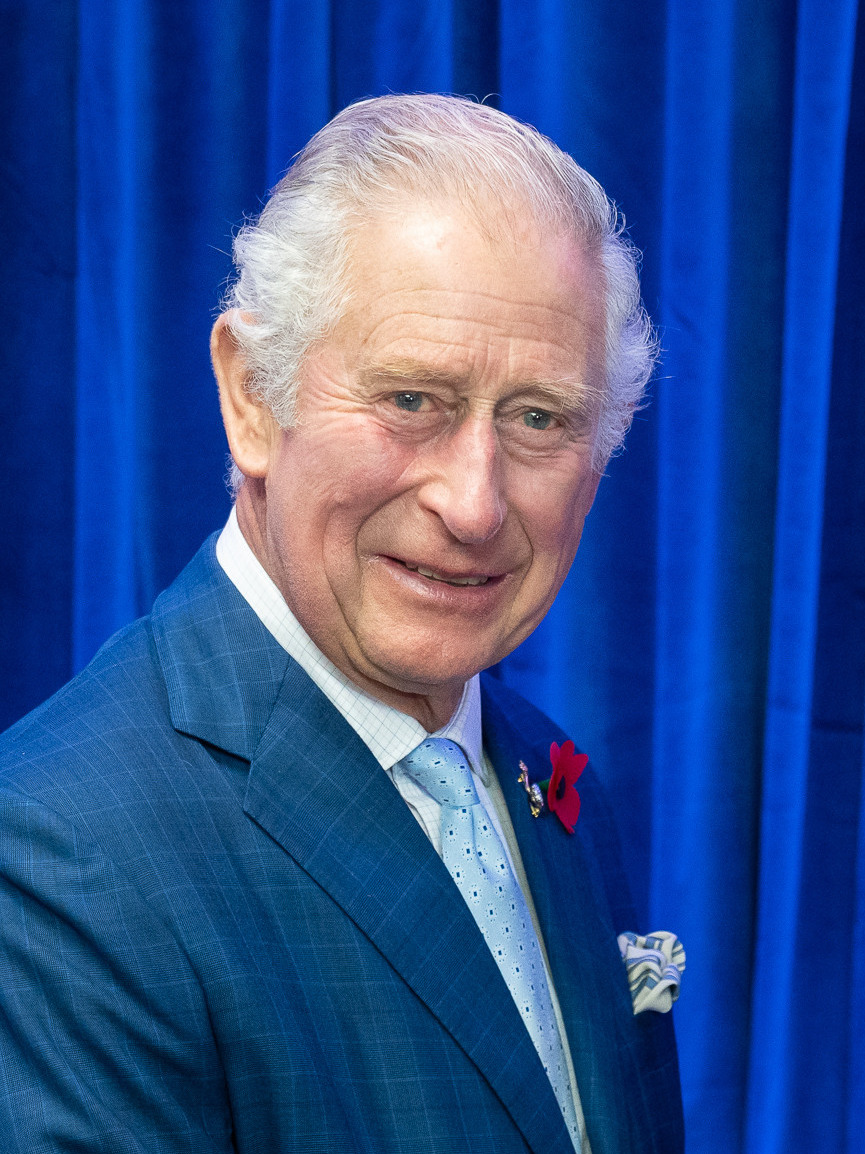
2022年9月8日より在位中のイギリス国王であるチャールズ3世
（ウィンザー朝第5代君主）。

2022年9月6日、ボリス・ジョンソン首相（当時）は辞任した。後任を決める保守党党首選挙でリズ・トラスが保守党新党首に就任し、エリザベス2世女王によってリズ・トラスが第56代首相（マーガレット・サッチャー、テリーザ・メイに続く3人目の女性首相）に任命され、2022年9月6日に、第2次ジョンソン内閣総辞職に伴いトラス内閣が成立した。
その内閣発足後僅か2日後の2022年9月8日、同年に即位70周年「プラチナ・ジュビリー（Platinum Jubilee of Elizabeth II）」を迎えた女王エリザベス2世が静養先のスコットランドのバルモラル城で崩御した、96歳没（エリザベス2世の死）。在位期間は70年と214日で、イギリス史上最長在位かつ最高齢の君主であった。トラス首相は追悼スピーチで女王について「女王は現代の英国の礎であり、女王のもとで我々の国は成長し、繁栄した」と功績を称えた。その崩御に伴い、女王の長男であるチャールズ3世が、王位を継承しイギリス国王に即位した。
新国王チャールズ3世は9月10日、王位継承評議会によってその王位継承が正式に布告されるにあたり、「憲法にもとづく政府を維持し、この島々と連邦と世界各地の英領における人々の平和と調和と繁栄を目指す」ため、母エリザベス2世女王による「目覚ましい手本にならうよう努力する」と述べた。
9月19日、エリザベス2世の国葬がロンドンのウェストミンスター寺院で執り行われた（日本からは天皇皇后が参列）。

#### 初のアジア系・非白人、ヒンドゥー教徒の首相誕生
トラス首相は「法人税率引き上げ凍結」などの減税計画を柱とした経済政策の失敗の責任を取る形で、10月20日に就任から僅か44日で辞任することを発表した。在任期間は、19世紀の就任後118日で死去したジョージ・カニングを大幅に下回り、史上最短を更新した。
後任を決める保守党党首選挙で以前にトラスと争ったリシ・スナク元財務大臣が無投票当選し、10月25日にスナク内閣が成立。就任時年齢が42歳5ヶ月と最も若年かつ初のアジア系・非白人・ヒンドゥー教徒の首相が誕生した。

#### 労働党が政権奪還
2024年イギリス総選挙では労働党が庶民院の過半数の議席を獲得した。選挙で大敗した責任を取ってスナクは首相と保守党党首を辞職。代わって労働党党首のキア・スターマーが首相に就任した。